# Robert II le Pieux
Vous lisez un « article de qualité » labellisé en 2009.
Pour les articles homonymes, voir Robert II et Le Pieux.
Robert II, surnommé « le Pieux », est né à Orléans vers 972 et mort au château de Melun le 20 juillet 1031. Fils d’Hugues Capet et de son épouse Adélaïde d'Aquitaine, il est le deuxième roi franc de la dynastie capétienne. Régnant de 996 à 1031, il est ainsi l'un des souverains de l’an mil.
Couronné et associé dès 987 au trône et au gouvernement, il assiste son père sur les questions militaires (notamment lors des deux sièges de Laon, en 988 et 991). Sa solide instruction, assurée par Gerbert d'Aurillac (le futur pape Sylvestre II) à Reims, lui permet de s’occuper des questions religieuses dont il devient rapidement le garant (il dirige le concile de Saint-Basle de Verzy en 991 et celui de Chelles en 994). Poursuivant l’œuvre politique de son père, après 996, il parvient à maintenir l’alliance avec la Normandie et l’Anjou et à contenir les ambitions d'Eudes II de Blois.
Au prix d’une longue lutte débutée en avril 1003, il conquiert le duché de Bourgogne qui aurait dû lui revenir en héritage à la mort, sans descendance directe, de son oncle Henri Ier de Bourgogne, mais que ce dernier avait transmis à son beau-fils Otte-Guillaume.
Les déboires conjugaux de Robert le Pieux avec Rozala d'Italie et Berthe de Bourgogne (qui lui valent une menace d’excommunication), puis la mauvaise réputation de Constance d'Arles, contrastent étrangement avec l’aura pieuse, à la limite de la sainteté, que veut bien lui prêter son biographe Helgaud de Fleury dans la Vie du roi Robert le Pieux (Epitoma vitæ regis Roberti pii). Sa vie est alors présentée comme un modèle à suivre, faite d’innombrables donations pieuses à divers établissements religieux, de charité envers les pauvres et surtout de gestes considérés comme sacrés, tels que la guérison de certains lépreux : Robert est le premier souverain considéré comme thaumaturge. La fin de son règne révèle la relative faiblesse du souverain qui doit faire face à la révolte de son épouse Constance puis de ses propres fils (Henri et Robert) entre 1025 et 1031.

## Historiographie
L’historiographie se consacre depuis longtemps à l’époque de Robert le Pieux, l’an mil, et s’est attachée à décrire l’instauration de la paix de Dieu qui visait à canaliser les seigneurs et assurer la protection des biens de l’Église et des seigneuries. Par ailleurs, si, depuis Jules Michelet, les historiens ont longtemps avancé que le passage à l’an mil avait provoqué des peurs collectives de fin du monde, cette thèse a été réfutée par l'historien Dominique Barthélémy à partir de la fin des années 1990 et par Sylvain Gouguenheim, professeur d'histoire médiévale à l'École normale supérieure de Lyon. En fait, la fin du Xe siècle et la première moitié du XIe siècle connaissent le début d’un changement économique et social avec l’augmentation de la productivité agricole et des capacités d’échanges permises par le développement de l’usage du denier d’argent. Dans le même temps, la fin des invasions et les continuelles guerres personnelles entraînent, à partir de 1020, la prolifération des châteaux privés, du haut desquels le droit de ban s’impose, ainsi que l’émergence de la chevalerie, nouvelle élite sociale qui tient son origine des cavaliers carolingiens.
Contrairement à son père Hugues Capet, nous avons conservé une littérature contemporaine de Robert le Pieux, exclusivement ecclésiastique, qui évoque la vie du roi. En premier lieu, il y a la biographie écrite par Helgaud de Fleury (Epitoma vitæ regis Roberti pii, v. 1033), abbé de Saint-Benoît-sur-Loire, qui n’est en réalité qu’un panégyrique voire une hagiographie du souverain. Autres sources exceptionnelles sont les Histoires (v. 1026-1047) du moine bourguignon Raoul Glaber. Homme de haute culture, il est, par son réseau clunisien, très bien renseigné sur l’Occident tout entier. Raoul est de loin l’informateur le plus complet sur le règne de Robert le Pieux. Secondairement, il faut noter la traditionnelle Histoire de Richer de Reims et le poème que l’évêque Adalbéron de Laon, dit « Ascelin », a adressé à Robert, décrivant ainsi la société de son temps.

## Biographie

### Jeunesse et formation

#### L’unique héritier du duc des Francs

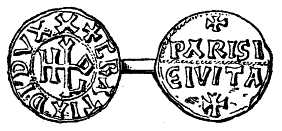
Denier d’Hugues Capet, « duc par la grâce de Dieu » (Dux Dei Gratia), atelier de Paris (Parisi Civita), fin du Xe siècle.

Comme pour son père Hugues Capet, on ne connaît ni la date, ni le lieu précis de la naissance de Robert, et cela bien que les historiens penchent fortement pour l’année 972 et pour Orléans, capitale du duché robertien depuis le IXe siècle. Le fils unique du duc des Francs, Hugues, et de sa femme, Adélaïde de Poitiers, se prénomme « Robert » comme son ancêtre héroïque Robert le Fort, mort en combattant les Vikings en 866. Le reste de la progéniture royale est composé de trois sœurs : Gisèle, Edwige et Adélaïde.
Au Xe siècle, la famille des Robertiens est le clan aristocratique le plus puissant et le plus illustre du royaume de Francie. Durant les décennies précédentes, deux de ses membres sont déjà montés sur le trône, évinçant déjà la dynastie carolingienne : Eudes Ier (888) et Robert Ier (922). Le principat d’Hugues le Grand, duc des Francs et grand-père de Robert le Pieux, marque l’apogée des Robertiens jusqu’à sa mort en 956. Néanmoins à partir du milieu du Xe siècle, Hugues Capet, qui lui a succédé à la tête du duché et malgré un rayonnement encore important, ne parvient pas à s’imposer comme son père.
La jeunesse de Robert est surtout marquée par les combats incessants du roi Lothaire pour récupérer la Lorraine, « berceau de la famille carolingienne », aux dépens de l’empereur Otton II :

« Comme Otton possédait la Belgique (la Lorraine) et que Lothaire cherchait à s’en emparer, les deux rois tentèrent l’un contre l’autre des machinations très perfides et des coups de force, car tous les deux prétendaient que leur père l’avait possédée »

— Richer de Reims, vers 991-998.
En août 978, le roi Lothaire lance à l'improviste un assaut général sur Aix-la-Chapelle où réside la famille impériale qui échappe de peu à la capture. Après avoir pillé le palais impérial et les alentours, il retourne en Francie en emportant les insignes de l'Empire. Au mois d'octobre suivant, pour se venger, Otton II réunit une armée forte de soixante mille hommes et envahit le royaume de Lothaire. Ce dernier, n'ayant que peu de troupes autour de lui, est contraint de se réfugier chez Hugues Capet, qui passe pour être le sauveur de la royauté carolingienne. La dynastie robertienne prend alors un virage qui bouleverse le destin du jeune Robert. L’évêque Adalbéron de Reims, à l’origine homme du roi Lothaire, se tourne de plus en plus vers la cour ottonienne pour laquelle il éprouve une grande sympathie.

#### Une éducation exemplaire

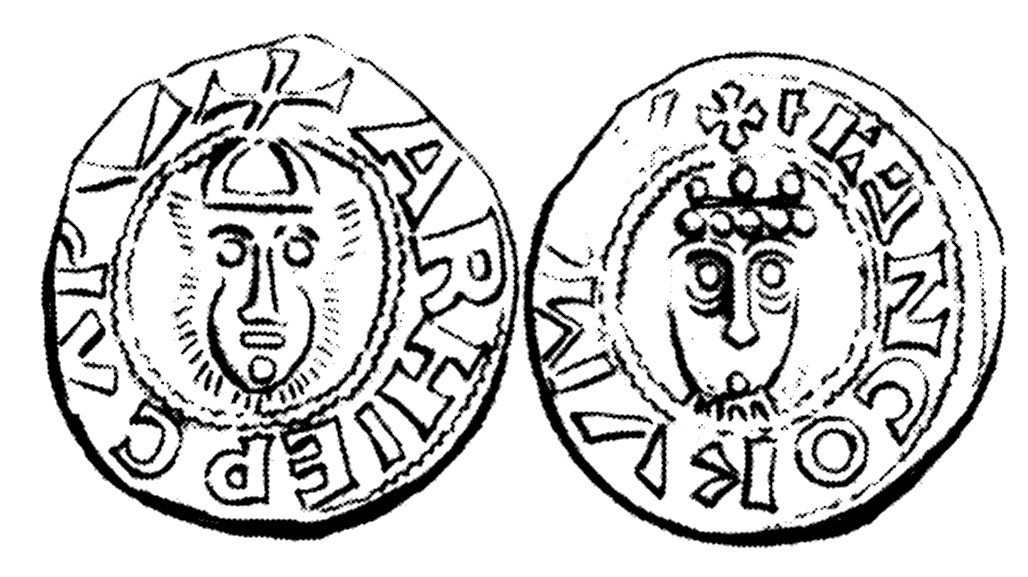
Denier anonyme attribuable à Reims et à l'archevêque Gerbert d'Aurillac ou à Arnoul, fin du Xe siècle.

Hugues comprend rapidement que son ascension ne peut se faire sans l’appui de l’archevêque de Reims. Lui-même illettré, ne maîtrisant pas le latin, il décide d’envoyer Robert, vers 984, non pas chez l’écolâtre Abbon de Fleury, près d’Orléans, mais chez Adalbéron afin qu’il le forme aux rudiments de la connaissance. En effet, à la fin du Xe siècle, l'école cathédrale de Reims a la réputation d’être la plus prestigieuse école de tout l’Occident chrétien. Le prélat accueille volontiers Robert, qu’il confie à son secrétaire le fameux Gerbert d'Aurillac, l’un des hommes les plus instruits de son temps.
On suppose que pour suivre l’enseignement de Gerbert, le jeune garçon dut acquérir les bases du latin. Il enrichit ainsi ses connaissances en étudiant le trivium (c’est-à-dire ce qui se réfère à la logique : grammaire, rhétorique et dialectique) et le quadrivium (c’est-à-dire les sciences : arithmétique, géométrie, musique et astronomie). Robert est l’un des rares laïcs de son temps à profiter de la même vision du monde que les clercs. Après environ deux années d’études à Reims, il regagne Orléans. Son niveau intellectuel s’est aussi développé dans le domaine musical, comme le reconnaît un autre grand lettré de son temps, Richer de Reims. D’après Helgaud de Fleury, à un âge inconnu de son adolescence, le jeune Robertien tombe gravement malade, à tel point qu’Hugues et Adélaïde craignent pour sa vie. C’est alors que ses parents vont prier à l’église Sainte-Croix d’Orléans et offrent un crucifix d’or et un vase somptueux de 60 livres (30 kg) en offrande. Robert guérit miraculeusement.

« Sa pieuse mère l’envoya aux écoles de Reims et le confia au maître Gerbert, pour être élevé par lui et instruit suffisamment dans les doctrines libérales. »

— Helgaud de Fleury, Epitoma vitæ regis Roberti pii, v. 1033.

#### L’association de Robert au trône (987)

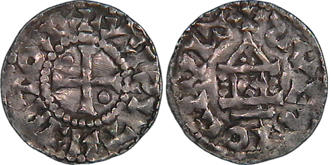
Denier de frappé à Soissons.

Devenu roi des Francs, Hugues souhaite en finir avec l'alternance entre Carolingiens et Robertiens pour le trône de France, Eudes en 898 et Robert Ier en 923 ayant eu des Carolingiens pour successeurs. C’est ainsi qu’il propose à Adalbéron l’association de Robert au trône. L’archevêque de Reims est hostile à cette proposition et selon Richer, il aurait répondu au roi : « on n’a pas le droit de créer deux rois la même année ». On pense que Gerbert d’Aurillac (qui est lui-même proche de Borell II qui fut un temps son protecteur), serait alors venu au secours d’Hugues pour convaincre le prélat d’évoquer l’appel du comte Borell II, comte de Barcelone, demandant l’aide du nouveau roi pour lutter contre Al-Mansur. Contraint par la crainte de la mort possible du roi, Adalbéron cède.

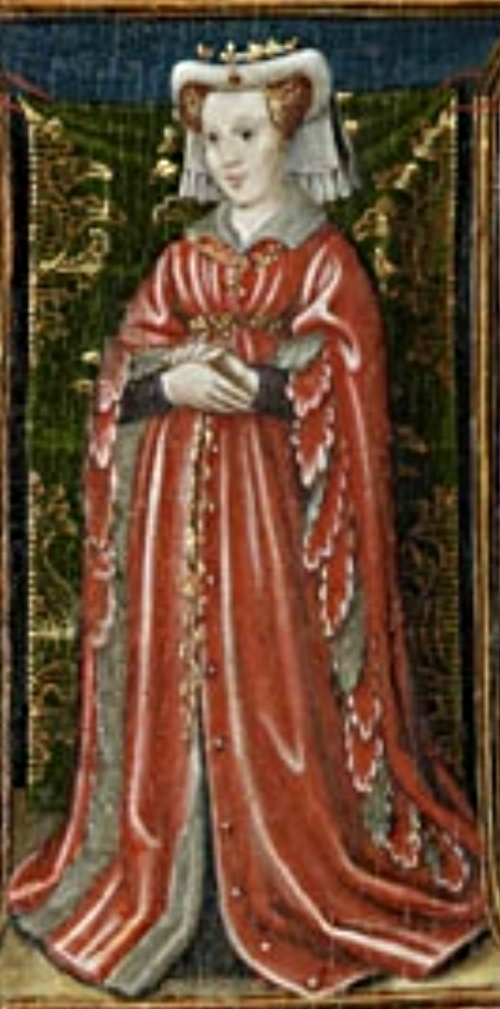
Rozala d'Italie, comtesse de Flandres (enluminure, fin du XVe siècle).

À la différence de celui d’Hugues Capet, le sacre de Robert est raconté précisément par Richer de Reims (jour et lieu bien identifiés). Vêtu de pourpre tissé de fils d’or, comme le voulait la tradition, le jeune garçon de quinze ans est acclamé, couronné puis sacré par l’archevêque de Reims le 25 décembre 987 dans la cathédrale Sainte-Croix d’Orléans,.
« les princes des royaumes étaient réunis le jour de la nativité du Seigneur pour célébrer la cérémonie du couronnement royal, l’archevêque, prenant la pourpre, couronna solennellement Robert, fils d’Hugues, dans la basilique de Sainte-Croix, aux acclamations des Français, puis le fit et ordonna roi des peuples occidentaux de la rivière de la Meuse jusqu’à l’Océan. »
Richer souligne que Robert est seulement « roi des peuples de l’Ouest, depuis la Meuse jusqu’à l’Océan » et non pas « roi des Gaulois, des Aquitains, des Danois, des Goths, des Espagnols et des Gascons » comme son père. Aussitôt associé, Hugues veut pour son fils une princesse royale mais l’interdiction d’épouser des personnes sous le seuil du troisième degré de parenté, l’oblige à chercher en Orient. Il fait rédiger une lettre de la plume de Gerbert qui demande au basileus, Basile II, la main de sa fille pour le jeune Robert. Aucune réponse ne parvient. Finalement, sous la pression de son père, Robert doit épouser, au printemps 988, Rozala d'Italie, trentenaire et veuve d'Arnoul II, comte de Flandre et fille de Bérenger II, roi d’Italie. Elle apporte à la royauté capétienne Montreuil, le Ponthieu et une possible tutelle sur la Flandre étant donné le jeune âge de son fils Baudouin IV,.

### Le corps épiscopal, premier soutien du roi

#### Robert dirige les affaires religieuses
Sacré et marié, Robert collabore avec son père comme le prouve son signum au bas de certains actes d’Hugues Capet. À partir de 990, tous les actes ont sa souscription. Dans les actes écrits : « Robert, roi très glorieux » comme le souligne une charte pour Corbie (avril 988) ou encore « filii nostri Rotberti regis ac consortis regni nostri » dans une charte pour Saint-Maur-des-Fossés (juin 989). Fort de son instruction reçue de Gerbert d’Aurillac, sa tâche, dans un premier temps, est de présider les synodes épiscopaux :

« Il [Robert] assistait aux synodes des évêques pour discuter avec eux des affaires ecclésiastiques. »

— Richer de Reims, apr. 990.
Contrairement aux derniers Carolingiens, les premiers Capétiens s’attachent un clan d’évêques au nord-est de Paris (Amiens, Laon, Soissons, Châlons, etc.) dont le soutien est déterminant dans la suite des événements. Dans un de leurs diplômes, les deux rois apparaissent comme les intermédiaires entre les clercs et le peuple (mediatores et plebis) et, sous la plume de Gerbert d’Aurillac, les éveques insistent sur cette nécessité de consilium : « …ne voulant en rien abuser de la puissance royale, nous décidons toutes les affaires de la res publica en recourant aux conseils et sentences de nos fidèles ». Hugues et Robert ont besoin de l’appui de l’Église pour asseoir davantage leur légitimité et également parce que les contingents de cavaliers qui composent l’armée royale, proviennent en grande partie des évêchés. Robert apparaît déjà aux yeux de ses contemporains comme un souverain pieux (d’où son surnom) et proche de l’Église pour plusieurs raisons :
- il s’adonne aux arts libéraux ;
- il est présent aux synodes des évêques ;
- Abbon de Fleury lui dédie spécialement sa collection canonique ;
- Robert pardonne facilement à ses ennemis ;
- les abbayes reçoivent de nombreux dons royaux.

#### Charles de Lorraine s’empare de Laon (988-991)
Justement, les deux rois, Hugues et Robert s'appuient sur les contingents envoyés par les évêchés puisque la cité de Laon vient d’être prise d’assaut par Charles de Lorraine, dernier prétendant carolingien au trône. Les souverains assiègent par deux fois la ville sans résultat. Préoccupé par son échec laonnois, Hugues contacte plusieurs souverains afin d’obtenir leur aide (le pape Jean XV, l’impératrice Théophano, mère du jeune Otton III), en vain. Après la mort d’Adalbéron de Reims (24 janvier 989), Hugues Capet décide de faire élire comme nouvel archevêque le Carolingien Arnoul, un fils illégitime du roi Lothaire, plutôt que Gerbert. On pense qu’il s’agit d’apaiser les partisans du Carolingien, mais la situation se retourne contre les Capétiens puisque Arnoul livre Reims à Charles.
La situation se débloque grâce à la trahison d’Adalbéron (Ascelin), évêque de Laon, qui s’empare de Charles et d’Arnoul pendant leur sommeil et les livre au roi (991) : l’épiscopat sauve la royauté capétienne in extremis. S’ensuit le concile de Saint-Basle de Verzy où Arnoul le traître est jugé par une assemblée présidée par Robert le Pieux (juin 991). Malgré les protestations d’Abbon de Fleury, Arnoul est déposé. Quelques jours plus tard, Gerbert d’Aurillac est nommé archevêque de Reims avec l’appui de son ancien élève Robert. Le pape Jean XV n’accepte pas cette procédure et veut convoquer un nouveau concile à Aix-la-Chapelle, mais les évêques confirment leur décision à Chelles (hiver 993-994),.

#### Gerbert et Ascelin: deux figures de déloyauté
Lorsque son maître Adalbéron de Reims meurt, Gerbert est dans l’obligation de suivre les intrigues du nouvel archevêque Arnoul, décidé à livrer Reims à Charles de Lorraine. Bien que la documentation soit très lacunaire à ce sujet, il semblerait que l’écolâtre ait changé par la suite ses positions pour devenir le partisan de Charles :

« Le frère de Lothaire Auguste, héritier du trône, en a été expulsé. Ses concurrents, [Hugues et Robert], beaucoup de gens le pensent, ont reçu l’intérim du règne. De quel droit l’héritier légitime a-t-il été déshérité ? »

— Gerbert d’Aurillac, Lettres, 990.
Un doute en légitimité s’installe sur la couronne d’Hugues et de Robert. Ce même Gerbert, voyant la situation changer en défaveur de Charles de Lorraine, change de camp durant l’année 991. Devenu archevêque de Reims par la grâce du roi Robert il témoigne :

« De l’assentiment des deux princes [Hugues et Robert], monseigneur Hugues Auguste et l’excellentissime roi Robert. »

— Gerbert d’Aurillac, Lettres, 991.
Quant à Ascelin, l'évêque de Laon, après avoir servi la couronne en trahissant Charles et Arnoul, il se retourne contre elle. On sait qu’au printemps 993, il s’allie avec Eudes Ier de Blois afin de planifier la capture d’Hugues et de Robert en accord avec Otton III. Ainsi Louis (le fils de Charles de Lorraine) deviendrait roi des Francs, Eudes duc des Francs, et Ascelin évêque de Reims. L’intrigue est dénoncée et ce dernier est placé en résidence surveillée.

### Les problèmes conjugaux

#### Un amour pour Berthe de Bourgogne (996-1003)

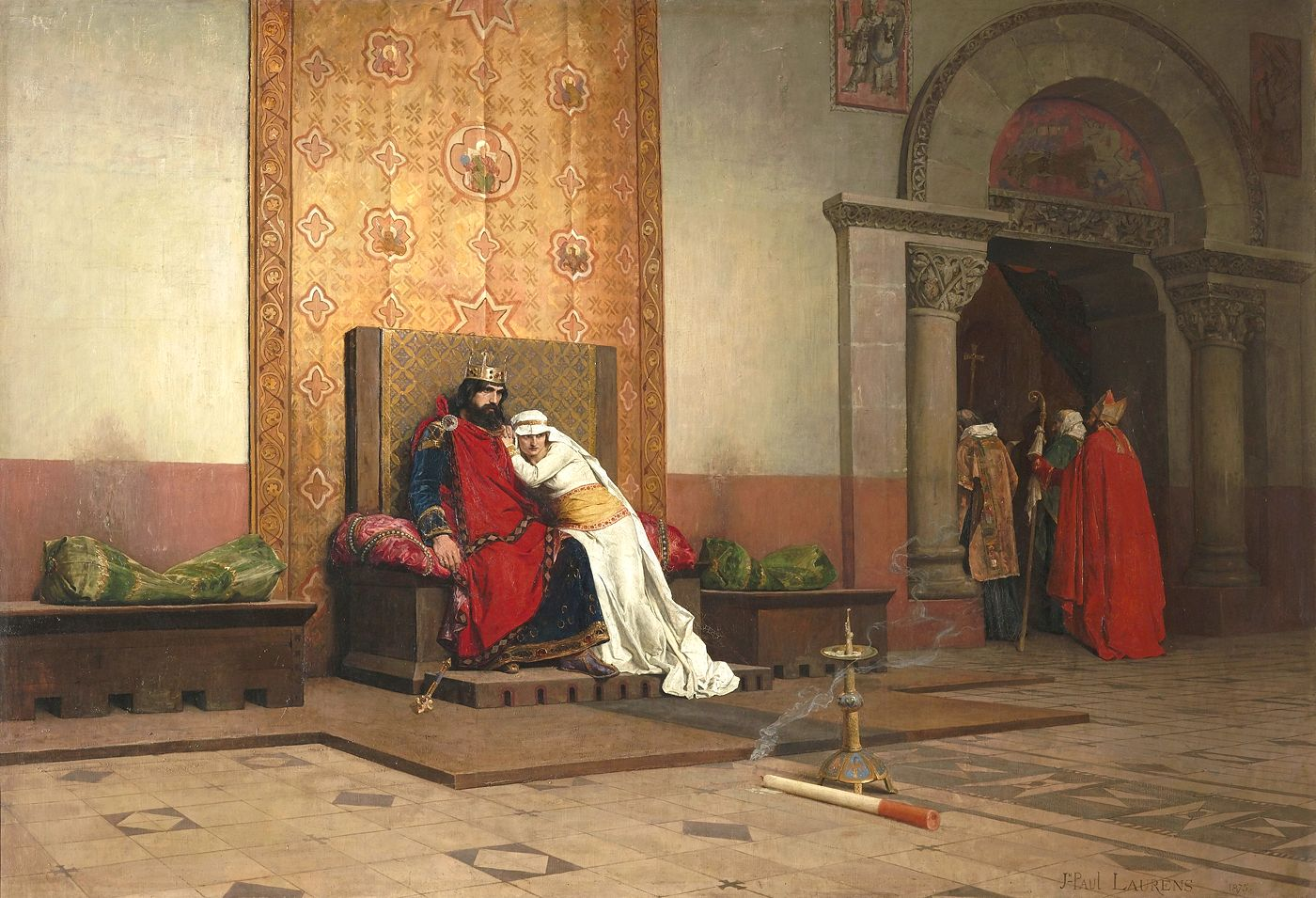
L’Excommunication de Robert le Pieux, vue par le peintre Jean-Paul Laurens, 1875, huile sur toile, Paris, musée d'Orsay. En réalité, l’excommunication du roi n’a jamais été promulguée par le pape.

Après environ trois ou quatre années de mariage (vers 991-992), le jeune Robert répudie Rozala (ou Suzanne) que son père l'avait forcé à épouser en dépit de l’âge déjà avancé de la mariée (environ 35 ans). Elle est invitée à repartir dans ses domaines en Flandre rejoindre son fils Baudouin IV. En revanche, Robert a pris le soin de préserver la dot de Rozala, c’est-à-dire le port de Montreuil, point stratégique sur la Manche. Les historiens pensent qu’à partir de cette période, Robert souhaite défier son père, il aimerait enfin régner seul. De plus, il justifie la rupture par l'absence d'enfant issu de cette union ; pour cette raison, le vieux Hugues et ses conseillers ne s’opposent pas à la procédure de divorce.

« Le roi Robert, arrivé à l’âge de sa dix-neuvième année, dans la fleur de sa jeunesse, répudia, parce qu’elle était trop vieille, sa femme Suzanne, Italienne de nation. »

— Richer de Reims, Histoire, 996-998.
Homme seul, Robert recherche une conjointe qui lui donnerait la progéniture mâle tant espérée. Au début de l’an 996, probablement au cours de la campagne militaire contre Eudes de Blois, il rencontre la comtesse Berthe de Bourgogne, épouse de ce dernier. Elle est la fille du roi de Bourgogne Conrad III et de Mathilde, fille de Louis IV d'Outremer. Robert et Berthe sont attirés l’un vers l’autre, malgré l’hostilité du roi Hugues (la maison de Blois est le grand ennemi des Capétiens). Pourtant, Robert y voit outre son intérêt sentimental, également un gain territorial puisque Berthe apporterait l’ensemble des territoires blésois. Or, en 996, Eudes de Blois décède en mars puis Hugues Capet en octobre : le mariage peut avoir lieu.
D'après Michel Rouche, cette alliance est politique : desserrer l'étau menaçant la maison et son fief l'Île-de-France, vraisemblablement selon la volonté de la reine Adélaïde de Poitiers. En effet, les territoires d'Eudes se composent de Blois, de Chartres, de Melun ainsi que de Meaux. De plus, le couple attend juste les neuf mois réglementaires fixés par la loi, après la mort d'Eudes. Il est donc évident qu'un autre objectif est avoir des enfants légitimes.
Cependant deux détails s’opposent à cette union. D'une part, Robert et Berthe sont cousins au troisième degré. D'autre part, celui-ci est le parrain de Thibaud, un des fils de Berthe. Selon le droit canon, le mariage est alors impossible,. Les deux amants ont des relations physiques et Robert met sous tutelle une partie du comté de Blois. Il reprend à son compte la cité de Tours et Langeais à Foulques Nerra, rompant ainsi l’alliance angevine, fidèle soutien du feu roi Hugues Capet. En ce début de règne, les rapports d’alliance s’inversent.

« Berthe, l’épouse d’Eudes, prit le roi Robert pour défenseur de ses affaires et pour avoué. »

— Richer de Reims, Histoire, 996-998.
Le couple trouve rapidement des évêques complaisants pour les marier, ce qui est fait vers novembre-décembre 996 par Archambaud de Sully, archevêque de Tours, au grand dam du nouveau pape Grégoire V. Pour plaire à l’autorité pontificale, le jeune souverain annule la sentence du concile de Saint-Basle, libère l’archevêque Arnoul et le restaure sur le siège épiscopal de Reims. Gerbert d’Aurillac doit alors se réfugier auprès de l’empereur Otton III en 997. Le pape rappelle à l’ordre Robert et Berthe pour « union incestueuse ». Enfin, deux conciles réunis d’abord à Pavie (février 997) puis à Rome (été 998) les condamnent à faire pénitence pendant sept années, et en cas de non-séparation, ils seraient frappés d’excommunication. Mais au bout de cinq ans d’union, il n’y a pas de descendance : Berthe et Robert qui sont consanguins n’ont eu qu’un enfant mort-né. En janvier 999, à la suite d'un synode, le pape Grégoire V accepte la condamnation du roi de France. Gerbert d'Aurillac, alors archevêque de Ravenne, signe également les décisions du synode. Peu après, la même année, Grégoire V meurt et Gerbert d'Aurillac devient pape sous le nom de Sylvestre II, mais cela n’y change rien. Finalement, les sept ans de pénitence sont accomplis vers 1003.

« Ils vinrent au siège apostolique et après avoir reçu satisfaction pour leur pénitence, ils revinrent chez eux (Postea ad sedem apostolicam venientes, cum satisfactione suscepta penitentia, redierunt ad propria.) »

— Yves de Chartres, IX, 8, lettre au roi Henri Ier.
Sans enfant, Robert II la quitte finalement avant d'épouser Constance d'Arles.

Généalogie des Robertiens entre les.

#### Constance d'Arles, une reine à poigne (1003-1032)

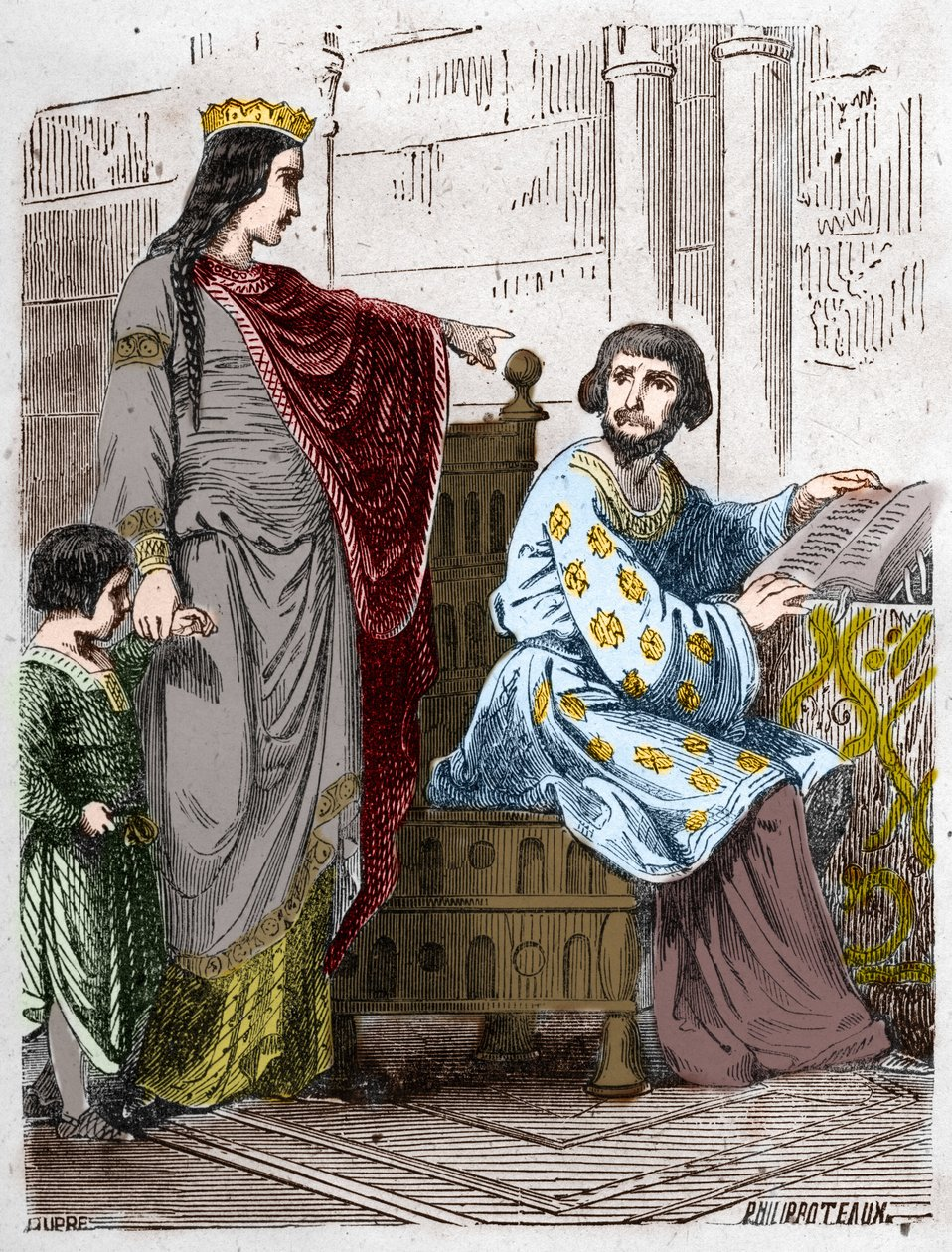
Constance d'Arles, reine des Francs, et son époux.
Vue d'artiste de Félix Philippoteaux, gravure du XIXe siècle.

Le roi ne divorce pas de Berthe : l’union n’ayant pas été reconnue par l’Église, cette opération se révèle inutile. Il se marie une troisième fois vers 1003-1004 avec une princesse lointaine qu’il n’a jamais rencontrée pour éviter toute parenté. Âgée de 17 ans, Constance d'Arles vient de Provence. Elle est de sang noble, étant la fille de Guillaume Ier, comte de Provence et Arles, et d’Adélaïde-Blanche d’Anjou. Cette famille provençale s’est illustrée au Xe siècle puisque Guillaume surnommé le « Libérateur » avait repoussé définitivement les Sarrasins à Fraxinet (972) et sa mère Adélaïde avait été un temps reine des Francs lors de son mariage éphémère avec le Carolingien Louis V de 982 à 984. Surtout, la famille d’Arles est apparentée à la maison d’Anjou avec laquelle l’alliance est ainsi rétablie.
Mais Constance est une maîtresse-femme qui ne rend pas le roi heureux. La personnalité de la reine donne lieu de la part des chroniqueurs à des commentaires défavorables : « vaniteuse, avare, arrogante, vindicative ». Les remarques misogynes, de la part de moines, surtout envers une reine sont tout à fait exceptionnelles au XIe siècle. D’autre part, on sait aussi que les Méridionaux venus à la cour avec Constance sont méprisés par les Francs et exclus. Lors de la rencontre entre les deux camps au tout début du XIe siècle, les contemporains font référence à un véritable « choc culturel ». Raoul Glaber souligne, par exemple, que les ecclésiastiques francs les plus conservateurs méprisent la mode provençale qui suggère la nouveauté et donc le désordre. En général, les Provençaux de l’an mil ne portent pas la barbe ou la moustache (on peut les confondre avec les femmes) et les laïcs ont les cheveux rasés (coiffe réservée aux clercs),. Tout ceci expliquerait-il le comportement de la reine ?
Si on en croit Helgaud de Fleury, le roi lui-même craint sa femme :

« Ami Ogier, va-t-en d’ici pour que Constance, mon épouse, l’inconstante ne te dévore pas ! »

— Helgaud de Fleury, Epitoma vitæ regis Roberti pii, v. 1033.
Le seul point positif est que Constance lui donne une progéniture nombreuse.
Au cours du règne de Robert le Pieux, Constance se place souvent au centre des intrigues afin de préserver une place singulière à la cour franque. Raoul Glaber souligne que la souveraine a « la haute main sur son mari ». Pour les contemporains, une femme qui dirige c’est « le monde à l’envers ». Un premier événement survient en 1007/1008, durant une chasse en forêt avec le roi et son fidèle Hugues de Beauvais. Douze hommes en armes surgissent par surprise, se jettent sur Hugues et le tuent sous les yeux du roi. Le crime a été commandé par Foulques Nerra et sûrement soutenu par la reine. Robert, excédé par son épouse au bout de six ou sept années de mariage, se rend personnellement auprès du pape ; il est accompagné de Angilramme (un moine de Saint-Riquier) et de Berthe de Bourgogne (vers 1009-1010). Son dessein est de faire annuler le mariage avec Constance. Odorannus, un moine de Saint-Pierre-le-Vif à Sens, explique dans ses écrits que, de son côté en l’absence de son mari, Constance l’attend attristée dans son domaine de Theil. Selon lui, saint Savinien lui serait apparu et trois jours plus tard Robert était de retour, délaissant définitivement Berthe.
Les problèmes ne s’arrêtent pas pour autant. À la suite de la victoire de Eudes II de Blois sur Foulques Nerra à Pontlevoy (1016), Raoul Glaber raconte que le jour de la Pentecôte 1017 à Saint-Corneille de Compiègne, Constance et son clan angevin imposent l’association d’Hugues, le fils aîné, contre l’avis des princes territoriaux. Ainsi, en cas de trépas du roi Robert, Constance assurerait la régence du royaume. En outre, on ne donne aucun pouvoir à Hugues qui est sans cesse humilié par sa mère avant de mourir prématurément en 1025. La reine s’oppose alors au sacre de son deuxième fils, Henri, qu’elle n’aime guère au profit de son cadet Robert. Mais la cérémonie a lieu à Reims à la Pentecôte 1027.

### Les conquêtes territoriales
Le roi Robert mène une politique claire : exercer la fonction comtale, soit en se l’appropriant soit en la cédant à un évêque ami, ainsi que l’ont fait les Ottoniens, la dynastie la plus puissante d’Occident à l’époque.
La réussite la plus éclatante de Robert reste sa victoire dans la guerre de succession pour le duché de Bourgogne.
Le duc de Bourgogne Henri Ier meurt en octobre 1002, sans héritier légitime. Son beau-fils Otte-Guillaume, comte palatin de Bourgogne et comte de Mâcon et issu du premier mariage de Gerberge (en) avec Aubert d’Italie, avait, selon la Chronique de Saint-Bénigne, été désigné comme l’héritier du duché, et l’appui de nombreux seigneurs bourguignons lui était assuré, mais il se soucie plus de ses terres d’Outre-Saône et son intérêt se porte aussi vers l’Italie dont il est issu. Le duché de Bourgogne, acquis en 943,, par Hugues le Grand, père d’Henri, fait partie des possessions familiales robertiennes. De plus, la Bourgogne est un enjeu de taille puisqu’elle regorge de riches cités (Dijon, Auxerre, Langres, Sens…).
Une rivalité entre Hugues Ier de Chalon, évêque d’Auxerre, partisan du roi Robert et Landry, comte de Nevers, gendre et allié naturel d’Otte-Guillaume qui avait des droits à Auxerre, déclenche l’intervention armée du roi Robert.
Ce dernier, rejoint par Richard II de Normandie, rassemble ses troupes au printemps 1003 et les engage en Bourgogne mais elles échouent devant Auxerre et Saint-Germain d’Auxerre. En 1005, Robert et ses hommes sont de retour. Ils prennent Avallon après quelques jours de combats, puis Auxerre. Un arrangement avait déjà dû intervenir entre le roi et Otte-Guillaume qui se trouve auprès du roi lors du siège d’Avallon. Sous la médiation du duc-évêque Hugues de Chalon, le comte Landry se réconcilie avec le roi en renonçant aux comtés d’Avallon et d’Auxerre. À l’issue des accords de 1005-1006, Otte-Guillaume avait renoncé au titre ducal et l’ensemble des possessions du feu duc Henri reviennent à la Couronne, excepté la cité de Dijon, toujours en possession de Brunon de Roucy l’irréductible évêque de Langres qui ne voulait à aucun prix laisser Robert s’y installer.

Le royaume de Robert le Pieux à la fin du Xe siècle.

À Sens, une lutte s’instaure entre le comte Fromond II et l’archevêque Léotheric pour le contrôle de la cité. Léotheric, qui est un proche du roi, est furieux du comportement du comte qui a fait construire une puissante tour de défense. En 1012, Rainard succède à son père Fromond et la situation empire d’autant que l’évêque de Langres, Brunon de Roucy, ennemi du roi Robert, est l’oncle maternel de Rainard. L’archevêque de Sens, isolé, fait appel au roi. Ce dernier souhaite intervenir pour plusieurs raisons : Sens est une des principales cités archiépiscopales du Royaume, c’est également un passage obligé pour se rendre en Bourgogne et enfin la possession du comté sénonais permettrait à Robert de couper les possessions d'Eudes II de Blois en deux. Le comte est excommunié et subit l’attaque du roi qui s’empare de Sens le 22 avril 1015. Rainard, qui s’est entretemps allié à Eudes de Blois, propose un compromis à Robert : il continue d’exercer sa charge comtale et à sa mort le territoire reviendra à la Couronne. Rainard meurt 40 ans plus tard mais Robert a réussi à placer Sens sous son contrôle.
Sitôt l’affaire sénonaise terminée, Robert part pour Dijon achever sa conquête bourguignonne. Selon la chronique de Saint-Bénigne de Dijon, Odilon de Cluny serait intervenu et le roi, ému, aurait renoncé à l’assaut. L’évêque de Langres Brunon de Roucy meurt à la fin du mois de janvier 1016. Les troupes royales entrent dans Dijon quelques jours plus tard et Robert installe l’évêque Lambert de Vignory sur le siège de Langres qui lui cède Dijon et son comté. Après une quinzaine d’années de campagnes militaires et diplomatiques, le roi rentre en possession du duché bourguignon.
Le jeune Henri, son fils cadet, reçoit le titre ducal mais compte tenu de son jeune âge, Robert en garde le gouvernement et s'y rend régulièrement. La mort en 1025 d’Hugues, le frère aîné d’Henri, fait de ce dernier l’héritier de la couronne royale ; le duché revient au cadet Robert, désigné aussi Robert le Vieux, dont la descendance bourguignonne régnera jusqu’au milieu du XIVe siècle. Les terres d’Outre-Saône du royaume de Bourgogne, le comté de Bourgogne, suivent les destinées de l’Empire,.
Lorsque vers 1007, Bouchard de Vendôme (l’ancien fidèle d’Hugues Capet) meurt, le comté de Paris qu’il détenait n’est pas attribué à son fils Renaud. Lorsque ce dernier meurt à son tour (1017), le roi s’approprie son comté de Melun et le comté de Dreux. L’archevêque de Bourges Daibert meurt en 1012. Robert nomme lui-même son remplaçant, Gauzlin, ancien abbé de Fleury. Mais le vicomte de cette même cité, Geoffroi, tente d’intervenir personnellement dans le choix du successeur de Daibert et empêche le nouvel archevêque d’accéder à son siège : le pape Benoît VIII, Odilon de Cluny et Robert le Pieux doivent intervenir pour que Gauzlin puisse œuvrer.

### L’affaire des hérétiques d’Orléans (1022)
L’an mil constitue le « réveil de l’hérésie ». Au cours du haut Moyen Âge, on n’avait pas connu de persécutions de ce type. Le XIe siècle inaugure une série de bûchers hérétiques en Occident : Orléans (1022), Milan (1027), Cambrai (1078). En ce qui concerne le roi Robert, l’affaire des hérétiques d’Orléans constitue un élément fondamental de son règne et a, à l’époque, un retentissement sans précédent.
La nature des événements nous est contée par des sources exclusivement ecclésiastiques : Raoul Glaber, Adémar de Chabannes, André de Fleury, Jean de Ripoll et Paul de Chartres. L’an mil prolonge l’idée d’un siècle corrompu où la richesse du clergé contraste terriblement avec l’humilité prônée par Jésus-Christ. Certains clercs remettent en cause ce système et désirent purifier la société chrétienne. Le débat n’est pas nouveau, déjà au IXe siècle, il y avait eu des controverses entre lettrés à propos de l’eucharistie, le culte des saints… mais en 1022, c’est d’une autre nature.
Raoul Glaber fait le récit du paysan Leutard de Vertus (Champagne) qui, vers 994, décide de renvoyer son épouse, de détruire le crucifix de son église locale et de prêcher aux villageois le refus d’acquitter les dîmes avec comme prétexte la lecture des saintes Écritures. L’évêque de son diocèse, Gibuin Ier de Châlons, le convoque, argumente avec lui devant la population et le convainc de sa folie hérétique. Abandonné de tous, Leutard se suicide. D’autres hérétiques connaissent au cours du siècle la mésaventure de Leutard, c’est-à-dire se ridiculiser sur des questions intellectuelles, face à des savants de sorte que leur message ne vaut plus rien et soit discrédité aux yeux des simples mortels. Adémar de Chabannes quant à lui signale, vers 1015-1020, l’apparition de manichéens en Aquitaine, surtout dans les cités de Toulouse et de Limoges.
Les thèmes communs des hérétiques sont le renoncement à la copulation charnelle, la destruction des images, l’inutilité de l’Église et la répudiation des sacrements (en particulier le baptême et le mariage). Étonné par cette vague de contestations, Raoul Glaber évoque dans ses écrits que Satan a été libéré « après mille ans » selon l’Apocalypse et qu’il a dû inspirer tous ces hérétiques depuis Leutard jusqu’aux Orléanais. Un autre contemporain du temps s’exprime :

« Ils [les hérétiques] prétendaient qu’ils avaient foi en la Trinité dans l’unité divine et en l’Incarnation du Fils de Dieu mais c’était mensonge car ils disaient que les baptisés ne peuvent pas recevoir le Saint-Esprit dans le baptême et qu'après un péché mortel, nul ne peut en aucune façon recevoir le pardon. »

— André de Fleury, v. 1025.
Pour les chroniqueurs, l’hérésie orléanaise provient tantôt d’un paysan périgourdin (Adémar de Chabannes) tantôt d’une femme de Ravennes (Raoul Glaber). Mais surtout, le plus inadmissible c’est que le mal touche Orléans, la cité royale et la cathédrale Sainte-Croix, là où Robert a été baptisé et sacré il y a quelques décennies. Des chanoines proches du pouvoir avaient été endoctrinés par l’hérésie : Théodat, Herbert (maître de la collégiale de Saint-Pierre-le Puellier), Foucher et surtout Étienne (confesseur de la reine Constance) et Lisoie (chantre de Sainte-Croix) entre autres. Le roi Robert est averti par Richard de Normandie et le jour de Noël 1022, les hérétiques sont arrêtés et interrogés pendant de longues heures. Raoul Glaber rapporte qu’ils reconnaissaient appartenir à la « secte » depuis longtemps et que leur dessein était de convaincre la cour royale de leurs croyances (refus des sacrements, interdits alimentaires, sur la virginité de la Vierge Marie et sur la Trinité). Ces détails sont sûrement vrais, par contre, c’est abusivement que Raoul Glaber et les autres chroniqueurs diabolisent à l’envi les réunions du « cercle orléanais » : ils les soupçonnent de pratiquer des orgies sexuelles, d’adorer le diable, de crimes rituels. Ces reproches sont ceux qu’on faisait aux premiers chrétiens durant l’Antiquité tardive,.

« À cette époque, dix des chanoines de Sainte-Croix d’Orléans, qui semblaient plus pieux que les autres, furent convaincus d’être manichéens. Le roi Robert, devant leur refus de revenir à la foi, les fit d’abord dépouiller de leur dignité sacerdotale, puis expulser de l’Église, enfin livrer aux flammes. »

— Adémar de Chabannes, v. 1025.
D’après la légende, Étienne, le confesseur de Constance, aurait reçu un coup de canne d’elle qui lui aurait crevé un œil. Le roi Robert fait dresser à l’extérieur de la cité un immense bûcher le 28 décembre 1022. Espérant les effrayer, le roi est surpris de leur réaction :

« Sûrs d’eux-mêmes, ils ne craignaient rien du feu ; ils annonçaient qu’ils sortiraient indemnes des flammes, et en riant ils se laissèrent attacher au milieu du bûcher. Bientôt ils furent totalement réduits en cendres et l’on ne retrouva même pas un débris de leurs os. »

— Adémar de Chabannes, v. 1025.
Cet acharnement surprend les contemporains et encore les historiens modernes. Les différents chroniqueurs, bien qu’ils soient horrifiés par les pratiques des hérétiques, ne commentent à aucun moment la sentence et Helgaud de Fleury passe même l’épisode sous silence. À croire que l’histoire des hérétiques d’Orléans entacherait sa réputation de saint ? En tout cas l’événement fait tellement de bruit dans le Royaume qu’il aurait été perçu jusqu’en Catalogne à en croire une lettre du moine Jean à son abbé Oliba de Ripoll : « Si vous en avez entendu parler ce fut bien vrai » dit-il. Pour les historiens, cet épisode ferait référence à un règlement de comptes. En 1016, Robert avait imposé sur la chaire épiscopale d’Orléans un de ses proches, Thierry II, aux dépens de Oudry de Broyes, le candidat d’Eudes II de Blois. Or, l’affaire, à laquelle il est peut-être mêlé, éclate sous son épiscopat. Pour se laver de toute responsabilité, le roi Robert aurait souhaité liquider violemment les imposteurs.

### La persécution des Juifs
En 1007, le Calife de Bagdad Al-Hakim lance une vague de persécution des chrétiens, qui conduit à la destruction de plusieurs lieux de culte, notamment à Jérusalem et Alexandrie. Robert accuse les Juifs de complicité avec les musulmans (bien qu'ils soient eux-mêmes victimes de la persécution musulmane). Une série d'exactions contre les Juifs s'ensuit, rapportées par Glaber et Adhémar de Chabannes.Spoliations, massacres et conversions forcées sont le lot tragique des communautés juives du Royaume. Ces exactions sont corroborées par un chroniqueur juif anonyme, qui rapporte en outre qu''un notable Juif de Rouen, Ya'aqov ben Iéqoutiel, fit le voyage de Rome pour y plaider la cause des Juifs auprès du Pape Jean XVIII, mal disposé vis-à-vis de Robert, du fait de ses frasques conjugales. Il obtient en effet (en échange d'une forte contribution en or et argent) le soutien du Pape, puis de son successeur Serge IV, qui exigent que le roi de France rapporte les décrets antijuifs et fasse cesser les persécutions.

### Fin de règne
Le dernier grand événement du règne de Robert le Pieux est l’association au trône de son second fils, Henri. Encore une fois, il doit affronter la reine Constance qui souhaite imposer son fils cadet, Robert. Dans l’entourage royal, le prince Henri est considéré comme trop efféminé, ce qui est contraire au principe masculin de la virtus. Favorables à l’élection du meilleur, l’épiscopat et de nombreux princes territoriaux montrent leur refus. Néanmoins le roi, soutenu par quelques personnalités (Eudes II de Blois, Odilon de Cluny, Guillaume de Volpiano), tient bon et Henri est finalement sacré le jour de la Pentecôte 1027 à Reims par l’archevêque Ebles de Roucy. Robert entérine définitivement l’association royale établie par le souverain en place. Les plus grands du Royaume ont fait le déplacement : Eudes de Blois, Guillaume V d'Aquitaine, Richard III de Normandie. D’après le chroniqueur Hildegaire de Poitiers, la cérémonie une fois finie, Constance se serait enfuie à cheval folle de rage. Après quarante années de règne, une agitation politique pointe dans le Royaume. En Normandie, le nouveau duc Robert le Magnifique expulse son oncle Robert, archevêque de Rouen (v. 1027-1029). Le souverain doit arbitrer le conflit et tout rentre dans l'ordre. Même type de scénario en Flandre où le jeune Baudouin, désireux de pouvoir, se soulève contre son père Baudouin IV en vain. De son côté, Eudes II de Blois enrôle à son profit le nouveau souverain Henri dans sa lutte contre Foulques Nerra. Ces campagnes sont sans suite (1027-1028). Âgé de plus de 55 ans, un âge auquel dans la tradition de l’époque on doit s’effacer du pouvoir, le roi Robert est toujours sur son trône. Il doit essuyer plusieurs révoltes de la part de ses fils Henri et Robert, probablement intriguées par la reine Constance (1030). Robert et Constance doivent s’enfuir en Bourgogne où ils rassemblent leurs forces auprès de leur gendre, le comte de Nevers, Renaud Ier, l’époux de leur première fille Alix. De retour dans leur domaine, la paix est rétablie avec les membres de la famille royale.
Robert le Pieux meurt finalement au cours de l’été 1031, à sa résidence de Melun, d’une fièvre accablante dit-on :

« XIII Kal. Aug. Rotbertus Francorum Rex (Les 13 Calendes d’août. Robert roi des Francs.). »

— Abbaye de Saint-Denis, Obituaire de Saint-Denis, 1031.
Quelques jours auparavant, le 29 juin, selon Helgaud de Fleury, une éclipse de soleil était venue annoncer un mauvais présage :

« Quelque temps avant sa très-sainte mort, qui arriva le 20 juillet, le jour de la mort des saints apôtres Pierre et Paul, le soleil, semblable au dernier quartier de la lune, voila ses rayons à tout le monde, et parut à la sixième heure du jour, pâlissant au-dessus de la tête des hommes, dont la vue fut obscurcie de telle sorte, qu’ils demeurèrent sans se reconnaître jusqu’à ce que le moment d’y voir fut revenu. »

— Helgaud de Fleury, Epitoma vitæ regis Roberti, v. 1033.
Très apprécié par les moines de Saint-Denis, le roi défunt est transporté en hâte de Melun jusqu’à l’abbaye où repose déjà son père, devant l’autel de la Sainte-Trinité. Les bénéfices que le souverain a offerts à l’abbaye sont énormes. Lorsqu’ils rédigent leur chronique, les moines affirment qu’au moment de sa mort, les rivières ont débordé renversant des maisons et emportant des enfants, une comète est passée dans le ciel et une famine a touché le royaume pendant près de deux années. Lorsqu’il achève sa biographie vers 1033, Helgaud s’étonne que le tombeau du pieux Robert ne soit encore recouvert que d’une simple dalle et d’aucun ornement. Au milieu du XIIIe siècle, saint Louis fait sculpter de nouveaux gisants pour tous les membres de la famille royale.
Lorsqu’il apprend la nouvelle de la mort de son père, Henri Ier monte sur le trône pour un règne de trente années.

## Bilan du règne de Robert le Pieux

### Le roi de l’an mil

#### Les fausses terreurs

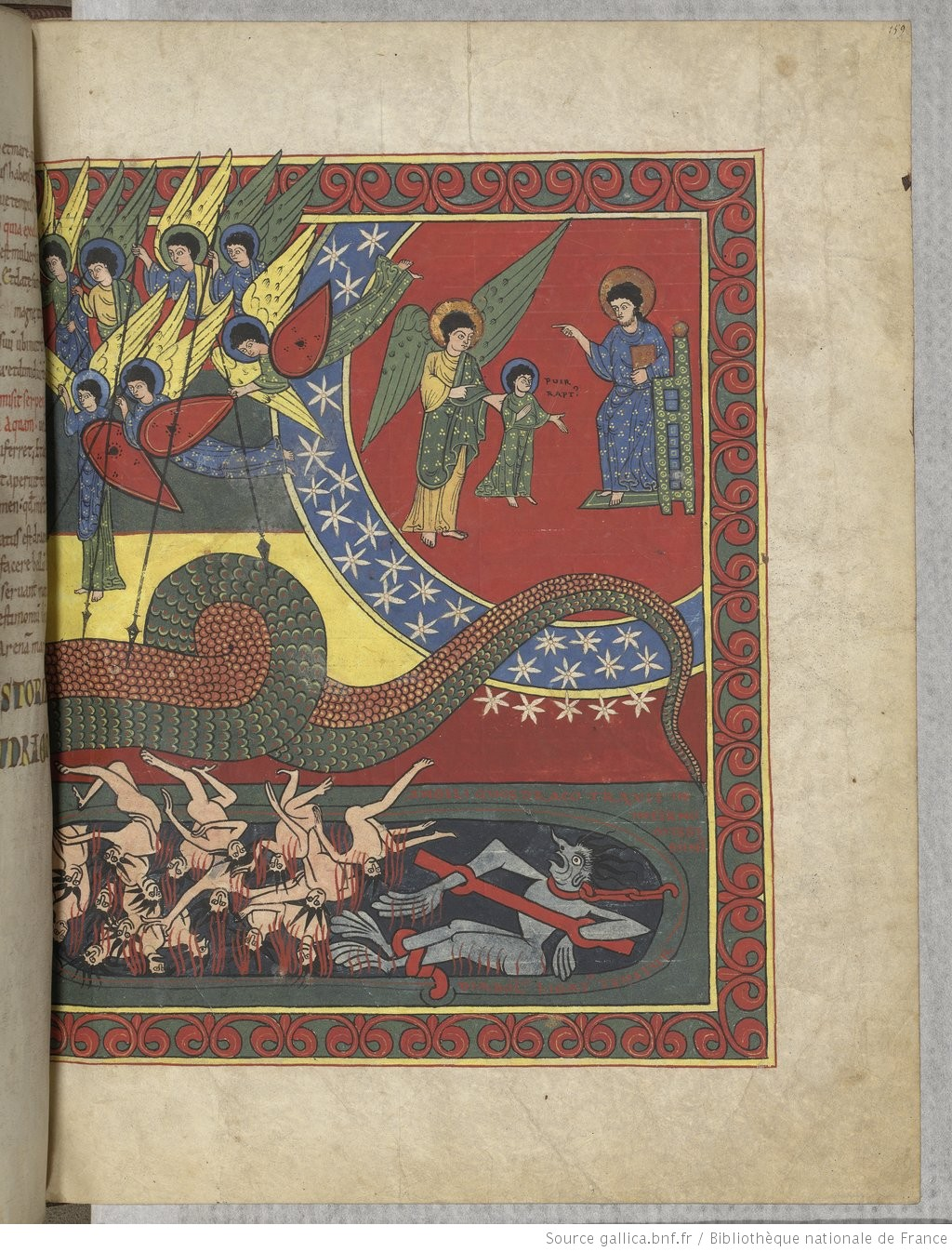
L’Enfant donné par Dieu pour sauver le genre humain de Satan. Beatus de Saint-Sever, vers 1060, Bibliothèque nationale de France, Paris.

Les Terreurs ou Peurs de l’an mil sont un mythe du XVIe siècle, façonné sur la base d’une chronologie de Sigebert de Gembloux (XIIe siècle), avant d’être repris par les historiens romantiques du XIXe siècle (dont Jules Michelet). Il s’agissait d’expliquer que les chrétiens occidentaux étaient terrifiés par le passage de l’an mil à la suite duquel Satan pourrait surgir de l’Abîme et provoquer la fin du monde. Le christianisme est une religion eschatologique à travers laquelle les hommes doivent se comporter idéalement durant la vie terrestre pour espérer avoir leur Salut éternel avant quoi ils seront tous soumis au Jugement dernier. Cette croyance est très présente tout au long du Moyen Âge et en particulier aux Xe et XIe siècles, période durant laquelle l’Église est encore très ritualisée et sacrée. Néanmoins, il ne faut pas confondre l’eschatologie et le millénarisme : c’est-à-dire craindre la fin du monde après les mille années de l’incarnation du Christ. Pourquoi ?
Tout part de l’Apocalypse selon Jean qui, à l’origine, menace du retour de Satan mille ans après l’incarnation du Christ :

« Puis je vis un Ange descendre du ciel ayant en main la clé de l’Abîme ainsi qu’une énorme chaîne. Il maîtrisa le Dragon et l’antique Serpent [Satan] et l’enchaîna pour mille années. Il le jeta dans l’Abîme tira sur lui les verrous, apposa les scellés afin qu’il cessât de fourvoyer les nations jusqu’à l’achèvement de mille années. Après quoi il doit être relâché pour un peu de temps. »

— L’Apocalypse selon Jean, Ier s. apr. J.-C.
Déjà au Ve siècle, saint Augustin interprète le millénarisme comme une allégorie spirituelle à travers laquelle le nombre « mille » ne signifie finalement qu’une longue durée non déterminée numériquement (Cité de Dieu). Quelques années plus tard, le concile d'Éphèse (431) décide de condamner officiellement la conception littérale du millénium. À partir de la fin du Xe siècle, l’intérêt que portent les clercs pour l’Apocalypse est marqué par la diffusion de Commentaires à travers tout l’Occident (Apocalypse de Valladolid, de Saint-Saver…). Cependant, l’Église maîtrise le mouvement millénariste.
Ce sont les analyses des sources, exclusivement ecclésiastiques, qui peuvent provoquer des contre-sens. « L’énormité des péchés accumulés depuis des siècles par les hommes », soulignent les chroniqueurs, laisse croire que le monde court à sa perte, que le temps de la fin est venue. L’un d’eux, Raoul Glaber, est encore une fois l'une des rares sources sur la période. Il rédige ses Histoires vers 1045-1048, soit une quinzaine d’années après le millénaire de la Passion (1033) :

« On croyait que l’ordonnance des saisons et des éléments, qui avait régné depuis le commencement sur les siècles passés, était retournée pour toujours au chaos et que c’était la fin du genre humain. »

— Raoul Glaber, Histoires, IV, v. 1048.
En fait, le moine bourguignon décrit la situation plusieurs années après dans une dimension encore une fois eschatologique fidèle à l’Apocalypse. Celle-ci a pour but d’interpréter l’action de Dieu (les prodiges) qui doit être vue comme des avertissements envers les hommes pour que ces derniers fassent acte de pénitence. Ces signes sont attentivement relevés par les clercs. D’abord les incendies (cathédrale Sainte-Croix d’Orléans en 989, les faubourgs de Tours en 997, Notre-Dame de Chartres en 1020, l’abbaye de Fleury en 1026…), les dérèglements de la nature (séisme, sécheresse, comète, famine), l’invasion des Païens (les Sarrasins vainqueurs d'Otton II en 982) et enfin la prolifération d’hérétiques conduits par des femmes et des paysans (Orléans en 1022, Milan en 1027). Il ajoute :

« Ces signes concordent avec la prophétie de Jean, selon laquelle Satan sera déchaîné après mille ans accomplis. »

— Raoul Glaber, Histoires, IV, v. 1048.
D’autre part, il faut savoir qu’autour de l’an mil, seule une infime partie de la population (l’élite ecclésiastique) de Francie est capable de calculer l’année en cours à des fins liturgiques ou juridiques (dater les chartes royales). Ceux qui peuvent déterminer précisément la date conçoivent un « millénaire dédoublé » : 1000 pour l’Incarnation et 1033 pour la Passion du Christ. De plus, bien que l’ère chrétienne soit mise en place depuis le VIe siècle, son emploi ne se généralise qu’à partir de la seconde moitié du XIe siècle : en bref, les hommes ne se repèrent pas dans la durée par les années. La vie est alors rythmée par les saisons, les prières quotidiennes et surtout les grandes fêtes du calendrier religieux : d’ailleurs l’année ne commence pas partout à la même date (Noël en Angleterre, Pâques en Francie…).
En outre, rien dans ces écrits ne prouve qu’il y ait bien eu des terreurs collectives. D’ailleurs, vers 960 à la demande de Gerberge de Saxe, l’abbé de Montier-en-Der Adson rédige un traité (De la naissance de l’époque de l’Antéchrist) dans lequel il rassemble un dossier de ce que les saintes Écritures disent de l’Antéchrist. Il en conclut que la fin des temps ne surviendrait pas avant que les royaumes du monde soient séparés de l’Empire. Chez Abbon de Fleury, le passage au IIe millénaire n’est pas passé inaperçu, puisque vers 998 il adresse un plaidoyer à Hugues Capet et son fils Robert. Il accuse ainsi un clerc qui, lorsqu’il était étudiant, revendiquait la fin du monde au tournant de l’an mil. Ainsi, même les grands savants du Xe siècle sont anti-millénaristes,.

« On m’a appris que dans l’année 994, des prêtres dans Paris annonçaient la fin du monde. Ce sont des fous. Il n’y a qu’à ouvrir le texte sacré, la Bible, pour voir qu’on ne saura ni le jour ni l’heure. »

— Abbon de Fleury, Plaidoyer aux rois Hugues et Robert, v. 998.
Depuis Edgar Pognon, les historiens modernes ont bien montré que ces grandes Terreurs populaires n’ont jamais existé. Cependant, au cours des années 1970, une nouvelle explication s’est imposée. Georges Duby explique ainsi qu’aucune panique populaire ne s’est manifestée autour de l’an mil mais qu’en revanche on peut déceler une certaine « inquiétude diffuse » et permanente dans l’Occident de cette époque. Il y a probablement, à la fin du Xe siècle, des personnes concernées par l’approche de l’an mil et qui ont quelques inquiétudes. Mais elles furent très minoritaires, puisque les gens les plus instruits comme Abbon de Fleury, Raoul Glaber ou Adson de Montier-en-Der n’y croyaient pas. Sylvain Gougenheim et Dominique Barthélemy combattent alors avec force la thèse de G. Duby de l’« inquiétude diffuse ». Pour eux, si la fin des temps avait été martelée par l’Église, celle-ci aurait probablement pu perdre son pouvoir et sa légitimité. La vraie seule inquiétude, à toutes les époques, c’est le Salut.

#### «La mutation féodale»
La féodalité est un terme complexe dont l’étude historique est quelquefois délicate. « C’est un ensemble d’institutions et de relations concernant toute la société, dite alors « féodale » ». Les historiens médiévistes modernes ne sont pas d’accord sur la chronologie et la diffusion de cette féodalité.

##### La juridiction carolingienne (IXesiècle-vers 1020)
Au cours du haut Moyen Âge, un certain lien féodal existe déjà puisque certains puissants cèdent un bénéfice (beneficium) à leurs fidèles (souvent une terre). Pourtant la société est encore dominée par un « servage » latent qui se rencontre dans la justice : seuls les hommes libres ont le droit d’y accéder ; les non-libres sont châtiés corporellement et défendus par leur maître. Le roi et le prince du Xe siècle se servent encore du pouvoir judiciaire, pour défendre leurs biens et leurs droits, en infligeant aux condamnés l’hériban (taxe de 60 sous à ceux qui refusent de servir l’ost) et en confisquant les biens de ceux qui les ont offensés.
À partir des années 920, l’autorité publique commence à se concentrer en plusieurs points (routes, cités, sites défensifs…). Les alliances matrimoniales unissent les enfants royaux et comtaux depuis le IXe siècle : les dynasties princières se mettent en place, ce qui fait dire à Adalbéron de Laon :

« Les lignées de nobles descendent du sang des rois. »

— Adalbéron de Laon, Poème au roi Robert, v. 1027-1030.
Déjà les textes font référence à un serment de fidélité : le baiser (osculum) est généralement perçu comme un geste de paix entre parentés ou entre alliés. D’autre part, l’hommage (commandatio) est vu comme un geste humiliant et il semblerait que peu de comtes en fassent allégeance au roi. Du côté des humbles, la fidélité peut être également d’ordre servile, comme le montre la pratique ancienne du versement du chevage, qui devient au cours du IXe siècle une sorte d’« hommage servile ». Cela fait dire à D. Barthélemy, à l’inverse de G. Duby et P. Bonnassie, que le haut Moyen Âge est le témoin d’un « binôme » : l’affranchissement et l’« hommage servile ». Cela montrerait que la servitude est de moins en moins ancrée dans la société.
Affligés de nombreuses charges, les comtes délèguent une partie de leur pouvoir judiciaire à certains de leurs gardiens de châteaux, les castellani (châtelains). Ces derniers reçoivent soit au château (pour les plus aisés) soit à la vicaria (ou viguerie, une assemblée judiciaire réservée aux plus humbles).

##### Constitution des châtellenies (vers 1020-1040)

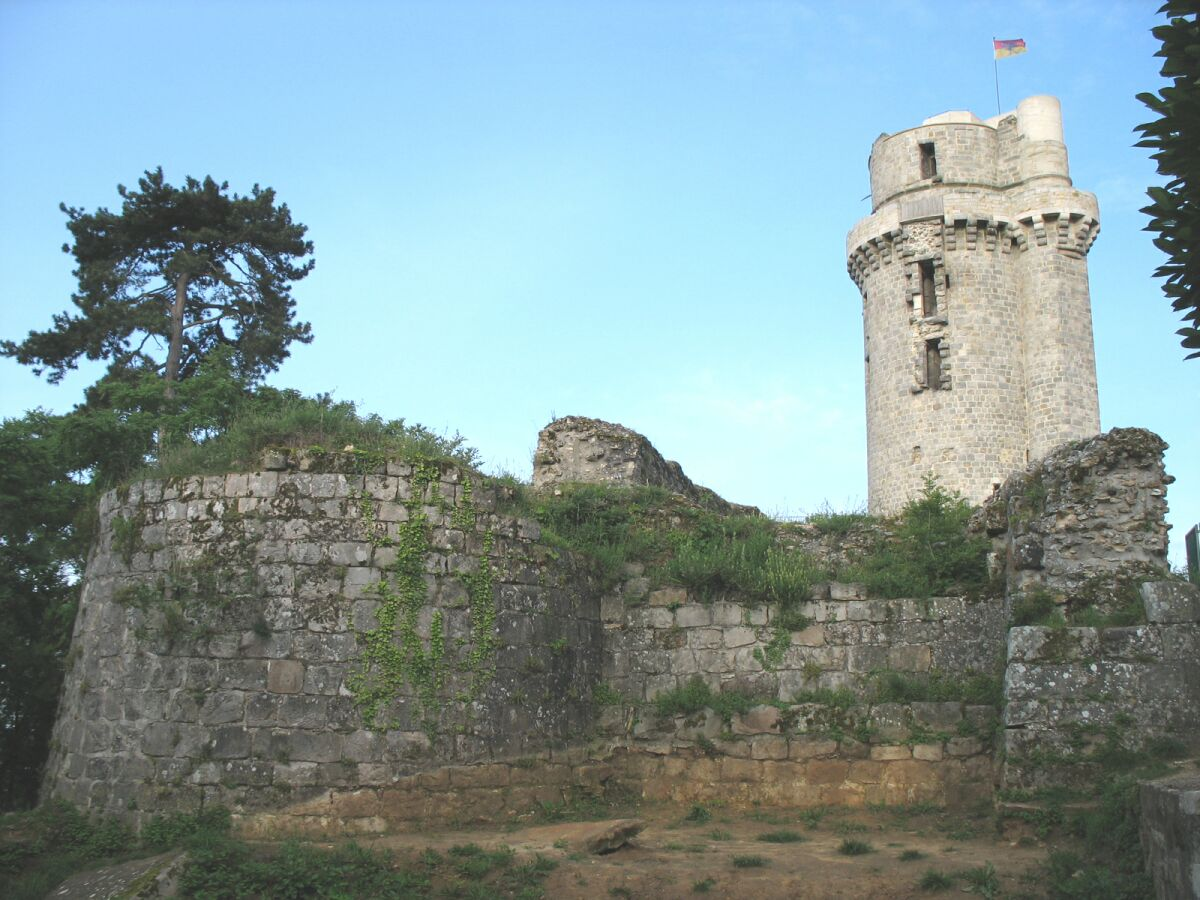
La forteresse de Montlhéry, symbole de la révolte châtelaine en Île-de-France (ruines des s).

Entre 980 et 1030, explique Georges Duby, le pagus du haut Moyen Âge s’est progressivement transformé en un territoire centré sur sa forteresse publique, devenue rapidement le point d’attache de nombreuses familles aristocratiques. Sur l’ensemble du Royaume, un certain nombre de castra (châteaux) privés et publics en bois se construisent très rapidement sur une motte castrale artificielle ou non contre l’autorité publique (il y a une véritable prolifération après 1020). La motte n’est pas toujours la résidence principale mais un point par lequel s’affirme la légitimité du pouvoir seigneurial.
On assiste également à certains changements d’ordre juridique,. Les châtelains prennent à leur compte la justice publique qu’ils privatisent et qu’ils rendent héréditaire. C’est ce que certains historiens appellent le « choc châtelain », y voyant ainsi une véritable révolution sociale. Aux marges du domaine royal de Robert le Pieux, les forestiers du roi (par exemple Guillaume de Montfort) dirigent à Montlhéry ou à Montfort-l'Amaury leur forteresse, dont ils étaient les gardiens, vers 1020-1030. Pour faire régner l’ordre sur le territoire qui constitue leur ressort juridique (districtus), ils embauchent, à leur tour, des milites (chevaliers), des hommes qui se battent à cheval, qui proviennent de catégories sociales différentes (cadets de familles nobles, alleutiers riches, certains possèdent des terres, quelques serfs) mais qui n’ont pas la responsabilité de « chef ». La pyramide féodale est ainsi presque achevée :
| Roi                                                                           | Comte | Châtelain ou sire | Chevalier de village | Humble |
| ----------------------------------------------------------------------------- | --- | --- | --- | --- |
| Le premier de ses pairs (responsable du royaume, de la guerre et de la paix). | Prince territorial de sang royal, à l’origine auxiliaire du roi, il est devenu indépendant au IXe siècle (responsable du comté). | Cadet du comte, à l’origine auxiliaire de celui-ci, il est devenu indépendant au XIe siècle (responsable de la châtellenie). | Combattant à cheval et auxiliaire du châtelain, il est chargé de maintenir le droit du ban à l’échelle locale (responsable d’une seigneurie). | Il dépend d’un seigneur foncier, à qui il paye une redevance fixe (cens) pour sa tenure, et d’un seigneur du ban, à qui il paye des redevances arbitraires pour utiliser les outils vitaux (moulin, pressoir, four…). |

Le nouveau détenteur accumule une force accrue et il légitime son nouveau pouvoir en avançant sa noblesse de sang. L’ensemble des pouvoirs publics deviennent désormais privés : c’est le bannum. Il semblerait même que certains d’entre eux se soient en partie détournés des comtes. Ainsi, dans sa thèse, Georges Duby montre qu’entre 980 et 1030, les châtelains désertent le plaid du comte de Mâcon, s’approprient la vicaria et finissent par concentrer tout le pouvoir local. Cette situation n’est cependant pas générale et on assiste à des hommages par les mains jointes du vassal à son seigneur, au développement de l’aide vassalique qui se précise dans les textes (fidélité, appui et conseil militaires…). Enfin, le bénéfice devient le fief (feodum) et l’alleu devient de plus en plus rare.

##### La mise en place de la seigneurie banale

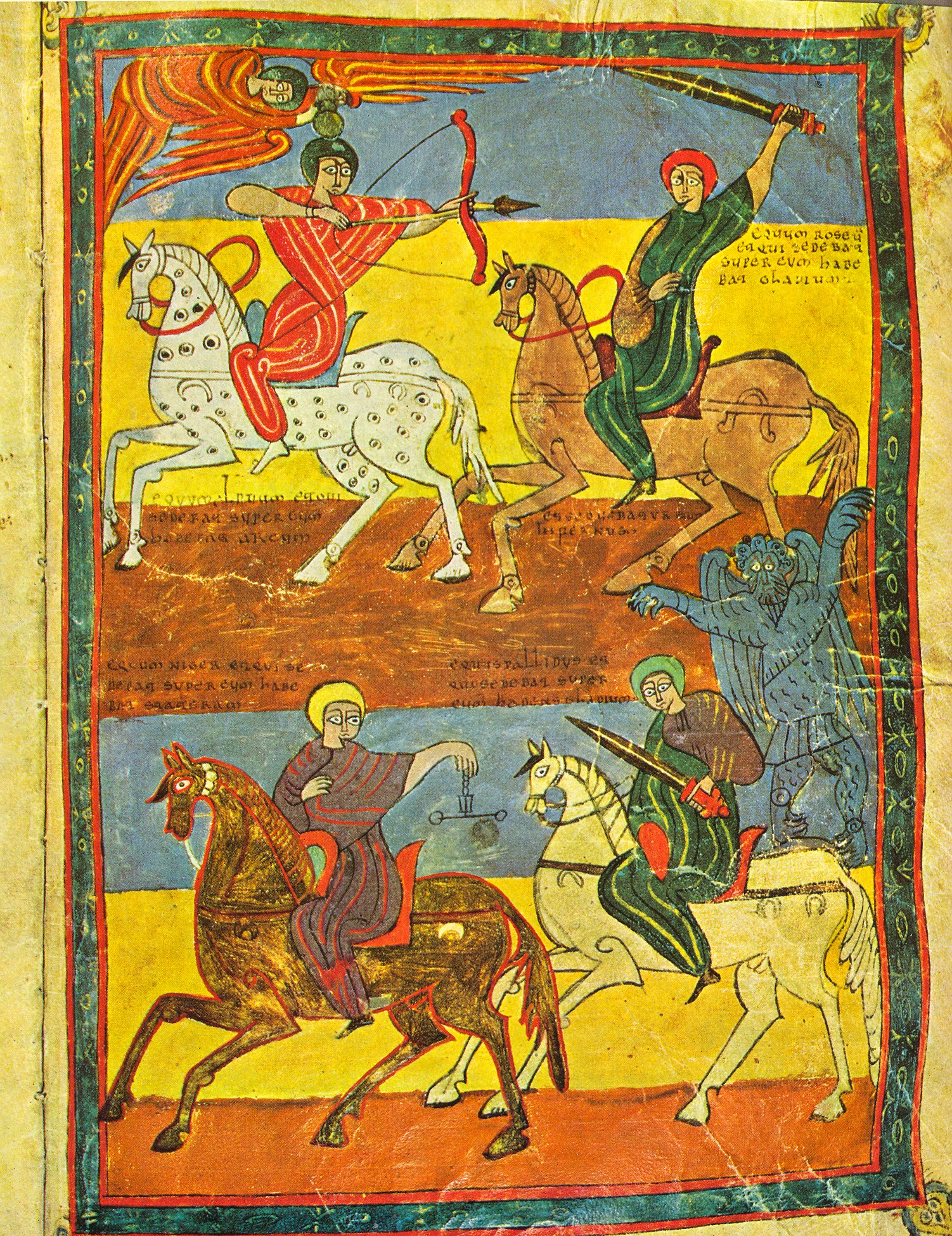
"Les quatre cavaliers". Apocalypse de Valladolid, v. 970, Bibliothèque de Valladolid, Espagne.

L’objectif de ces châtelains n’est pas d’obtenir une pleine indépendance politique envers le comte mais plutôt de s’assurer des droits de commandement solides sur la paysannerie. Ainsi, vers 1030 dans le comté de Provence, on les voit obliger les alleutiers à entrer dans leur dépendance en échange d’un bien foncier ou d’une rémunération monétaire.
Une des caractéristiques de l’époque féodale, c’est la prolifération de ce que les textes appellent les « mals usos » (les mauvaises coutumes). Sous le règne de Charles le Chauve, l’édit de Pîtres, en 864, faisait déjà référence aux coutumes, ce qui laisse à croire qu’il y aurait une continuité juridique entre l’époque carolingienne et l’an mil. En règle générale, la documentation ne permet pas d’évaluer la part des divers types de revenus, des droits sur les terres, les manses ou les parcelles, et des prélèvements sur les hommes. Ces usages sont réputés néfastes et nouveaux pour les communautés paysannes, mais quelques cas démontrent l’inverse. Quelles sont ces coutumes ?
Depuis l’époque carolingienne, le paysan vit dans un manse (ou tenure, une petite maison et un petit champ) qu’il exploite en échange d’une redevance (le cens ou le champart qu’il paie à son seigneur) et de corvées (c’est-à-dire exploiter la réserve au compte du seigneur). Le seigneur fait appel à la justice publique, la vicaria (du comte ou du roi) puisqu’il n’a pas cette compétence. Ce système est la seigneurie foncière.
À partir des années 1020-1030, se met en place, en parallèle à la seigneurie foncière, un nouveau statut juridique. Le paysan paie toujours sa redevance (cens ou champart) à son seigneur foncier, mais un autre seigneur (le sire aidé de ses milites) s’empare plus ou moins violemment de la justice publique qu’il prend à son compte. Il dirige donc la vicaria et impose aux paysans de la seigneurie son droit de ban : la communauté doit désormais se soumettre juridiquement à cet usurpateur et lui payer des redevances pour l’utilisation du moulin, du four, du pressoir, des voies (les banalités)… Pour certains historiens (D. Duby, P. Bonnassie), les sires ont rétabli l’égalité entre libres et non-libres en les soumettant au titre de serf. Pour d’autres (D. Barthélemy), il n’y a qu’un changement de nom dans les textes mais la condition reste la même depuis les temps carolingiens (c’est-à-dire une sorte d’« hommage servile » plutôt que d’une situation esclavagiste). Ce système est la seigneurie banale.
Les conflits locaux dits « féodaux » ont pour but la perception des coutumes sur telle ou telle seigneurie, ce qui représente un enjeu financier considérable. L’ensemble des seigneuries constituent ainsi le ressort du château : la châtellenie. Il ne faut cependant pas imaginer un espace centralisé autour du château, c’est un territoire fluctuant au gré des guerres privées. Aucun bâtiment n’est encore parfaitement associé à la seigneurie avant au moins 1050. Quelquefois, dans l’enchevêtrement des seigneuries, le sire se retrouve à la fois seigneur foncier et seigneur du ban. Ne pouvant tout contrôler de sa seule personne, le châtelain délègue alors à ses vassaux, les chevaliers, tel ou tel droit (la vicaria dans telle seigneurie, le cens dans telle autre…).

#### Robert et la paix de Dieu

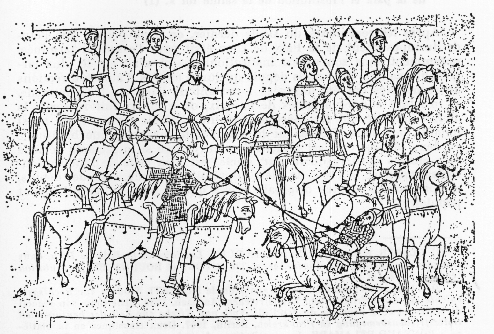
L’institution de la paix de Dieu, Livre des Macchabées, Bible de Saint-Pierre-de-Roda, fin Xe siècle-début XIe siècle (Bibliothèque nationale, Paris).

La paix de Dieu est un « mouvement conciliaire d’initiative épiscopale » qui apparaît au cours de la seconde moitié du Xe siècle dans le Sud de la Gaule et qui se poursuit les décennies suivantes dans certaines régions septentrionales (1010-1030). Pendant longtemps, l’historiographie a avancé le contexte d’une « déliquescence des structures carolingiennes et de violences » au cours d’une période que Georges Duby a appelée « premier âge féodal » ou « mutation féodale ». Aujourd’hui le tableau de la paix de Dieu est plus nuancé : les prélats auraient-ils pu concevoir une société religieuse où les liens auraient été horizontaux à une époque où précisément un Adalbéron de Laon ou un Gérard de Cambrai méprisaient le serf des champs, bien que son travail fût utile. D’autre part, comment peut-on envisager à la fois une croissance économique importante aux Xe et XIe siècles au cours d’une époque violente et anarchique ?
On sait que les mouvements de paix existaient déjà au haut Moyen Âge. D’ailleurs les pénitentiels carolingiens se préoccupaient tous de la souillure que représentait l’homicide et les violations de l’Église. Selon Christian Lauranson-Rosaz, les premiers signes de la paix de Dieu apparaissent dans les montagnes auvergnates lors du plaid de Clermont (958) où les prélats déclarent que « la paix vaut mieux que tout ». Puis la première assemblée se serait tenue à Aurillac (972) à l’initiative d’Étienne II de Clermont et des évêques de Cahors et de Périgueux. On contraint par les armes ceux qui ne veulent pas jurer la paix. En revanche, tout le monde est d’accord pour dater de 989 la première assemblée de paix connue à Charroux (Poitou) à l’initiative de Gombaud, archevêque de Bordeaux. Elle est suivie quelques années plus tard par celles de Narbonne (990), du Puy (994)… À chaque fois, on évoque la paix, la loi et on prête serment sur les reliques qu’on a amenées pour l’occasion. Les premières assemblées se réalisent souvent sans la présence des princes, car elles ne concernent que les zones périphériques, externes à leur champ d’investigation (même si Guillaume d’Aquitaine en préside certaines dès 1010).
Progressivement, les assemblées deviennent des « conciles » car les décisions sont consignées dans des canons élaborés. D’ailleurs la violation du serment et des sentences conciliaires est passible de l’anathème. Ainsi la paix est montrée comme une condition nécessaire au salut de l’âme (discours du Puy en 994). Les objectifs pris, au cours de ces assemblées, concernent avant tout la protection des biens d’Église contre les laïcs (continuité de la réforme carolingienne). Mais la paix de Dieu n’est pas pour autant antiféodale puisque les droits des seigneurs sur leurs serfs et la vengeance privée, qui appartenaient au droit coutumier, sont confirmés. Ce qui, au contraire, est dénoncé ce sont les influences nuisibles provoquées par les guerriers aux tiers non armés. Quelquefois un arrangement est trouvé entre le clerc et le chevalier. Le moine pardonne alors à son interlocuteur qui a martyrisé des serfs en échange d’un don pour sa communauté. Ces assemblées conciliaires demandent :
- la protection des bâtiments religieux, puis l’emplacement des églises : lutter contre la mainmise laïque ;
- la protection des clercs désarmés : le port d’armes est interdit pour les oratores et les laboratores ;
- l’interdiction de voler du bétail : il s’agit surtout ici d’assurer l’approvisionnement de la seigneurie (on remarque que les vagues de paix concordent souvent avec les famines du Xe siècle)[94].

La participation des évêques à la paix de Dieu. D’après H.-W. Goetz, « La paix de Dieu en France… », p. 138.

La paix de Dieu, partie d’Aquitaine, se diffuse dans tout le Royaume :

« En l’an mille de la Passion du Seigneur,[…] tout d’abord dans les régions de l’Aquitaine, les évêques, les abbés et les autres hommes voués à la sainte religion commencèrent à réunir le peuple en des assemblées plénières, auxquelles on apporta de nombreux corps de saints et d’innombrables châsses remplies de saintes reliques. »

— Raoul Glaber, Histoires, v. 1048.
Après l’Aquitaine, le mouvement gagne la cour de Robert le Pieux qui tient sa première assemblée (connue) à Orléans le 25 décembre 1010 ou 1011. Du peu qu’on en connaisse, il semble que ce soit un échec. Les sources ne nous ont laissé de cette réunion qu’un chant de Fulbert de Chartres :

« Ô foule des pauvres, rends grâce au Dieu tout-puissant. Honore-le de tes louanges car il a remis dans la voie droite ce siècle condamné au vice. Il te vient en aide, toi qui devais supporter un lourd labeur. Il t’apporte le repos et la paix. »

— Fulbert de Chartres, Chant, v. 1010-1011.
La paix de Dieu n’est sûrement pas homogène, au contraire pendant longtemps c’est un mouvement intermittent et localisé : « où l’Église en a besoin et peut l’imposer, elle le fait ». Une fois prise en main par Cluny (à partir de 1016), le mouvement continue sa progression vers la Bourgogne où un concile se tient à Verdun-sur-le-Doubs (1021). Sous la présidence de Hugues de Châlon, évêque d’Auxerre, d’Odilon de Cluny et peut-être du roi Robert, la « paix des Bourguignons » est signée. Odilon commence alors à jouer un rôle majeur. Il propose dans un premier temps aux chevaliers bourguignons une diminution de la faide (guerre privée) et la protection des chevaliers qui feront le Carême. Dans un second temps à partir de 1020, il instaure une nouvelle paix clunisienne en Auvergne par le biais de sires de sa parenté. La seconde vague de paix, de plus en plus imprégnée par les moines, connaît son paroxysme avec l’initiation à la trêve de Dieu (concile de Toulouges, 1027). Cependant, les évêques du Nord, tels qu'Adalbéron de Laon et Gérard de Cambrai, ne sont pas favorables à l’instauration des mouvements de paix dans leur diocèse. Pourquoi ? Dans le Nord-Est du Royaume, la tradition carolingienne est encore très forte et elle avance que seul le roi est le garant de la justice et de la paix. D’autre part, les évêques sont souvent à la tête de puissants comtés et n’ont pas besoin d’asseoir leur autorité par la paix de Dieu, contrairement à leurs confrères méridionaux. Les prélats considèrent aussi que la participation populaire au mouvement est telle qu’elle risque de montrer un caractère trop ostentatoire des reliques, ce qui est contraire aux volontés divines. En outre, Gérard de Cambrai accepte finalement de faire promettre (et non de jurer) la paix de Dieu dans son diocèse.
Y a-t-il vraiment un contexte de faiblesse royale ? La société féodale du XIe siècle n’a-t-elle pour faire sa police rien d’autre que la paix de Dieu ? D’une part, la justice et la paix d’Aquitaine sont sous la responsabilité exclusive du duc Guillaume et dans l’ensemble de ces régions où le roi ne règne qu’en titre, les clercs se bornent à mentionner ses années de règne au bas des chartes. De son côté, le roi Robert multiplie les assemblées : après celle d’Orléans, il en rassemble une à Compiègne (1023), puis à Ivois (1023) et enfin à Héry (1024). Il y a bien beaucoup de violences au temps du roi Robert mais certains historiens insistent sur la perception des limites de cette violence et l’existence de formes de paix. Ce que veulent ducs et évêques c’est surtout que ces négociations se déroulent sous leur tutelle. D’autre part la faide, que déplorent les nombreux lettrés qui décrivent leur époque, est une nécessité sociale dans la société : trouver des vengeurs garantit la sécurité de telle ou telle seigneurie. En bref, la paix de Dieu n’est pas un groupe de mouvement populaire pour changer le monde mais une paix pour aider au maintien du monde. Bien qu’ils craignent les colères de Dieu, lorsqu’ils le peuvent, les moines tentent toujours de négocier la situation et de s’arranger avec les chevaliers.
Le mouvement se poursuit une dernière fois dans la partie méridionale jusqu’en 1033 où il disparaît. En réalité, l’Église pense que la répression des dégâts de la guerre privée serait plus efficace si des armées paysannes étaient lancées contre les châteaux. Certains seigneurs utilisent de plus en plus la paix de Dieu comme moyen de pression contre leurs adversaires : vers 1030-1031, raconte André de Fleury, l’archevêque de Bourges Aymon de Bourbon constitue et encadre une milice de paix anti-châtelaine dont le but est la destruction de la forteresse du vicomte Eudes de Déols. Pourtant en 1038, les paysans sont défaits définitivement par les hommes d’armes du vicomte : c’est la fin de la paix de Dieu.

#### La société ordonnée duXIesiècle

Modèle de répartition des tâches en trois ordres, interdépendants les uns des autres. Selon Adalbéron de Laon : orantes (ceux qui prient), pugnantes (ceux qui combattent) et laborantes (ceux qui travaillent). Miniature du XIIIe siècle, Londres, British Library.

À la fin de sa vie (vers 80 ans), l’évêque Adalbéron de Laon, qui s’était autrefois illustré par ses nombreuses trahisons, adresse au roi Robert un poème (Carmen ad Rotbertum regem) de 433 vers, écrit entre 1027 et 1030. Il s’agit en fait d’un dialogue entre le religieux et le roi, bien qu’Adalbéron monopolise la parole. Ce dernier brosse un portrait de la société de son temps, il dénonce par ses vers le « bouleversement » de l’ordre du royaume « dont les moines de Cluny sont largement responsables » et dont le principal usurpateur n’est autre que l’abbé Odilon de Cluny.

« Les lois dépérissent et déjà toute paix a disparu. Les mœurs des hommes changent comme change l’ordre [de la société]. »

— Adalbéron de Laon, Poème au roi Robert, v. 1027-1030.
Ce texte souligne le discours moralisateur des clercs, dont le rôle est de décrire l’ordre idéal de la société. Ainsi le désordre apparent de la société et ses conséquences (les mouvements de paix) dérangent les prélats du Nord de la France de tradition carolingienne. Le schéma des trois ordres ou « tripartite » a été élaboré dès le IXe siècle avant d’être repris dans les années 1020 par Adalbéron et Gérard de Cambrai, deux évêques de même parenté. Pour quelles raisons ? Il s’agit de remettre de l’ordre dans la société et de rappeler à chacun le rôle qu’il tient dans celle-ci. L’évêque de Laon résume sa pensée par une phrase célèbre :

« Triplex ego Dei domus est quæ creditur una. Nunc orant, alii pugnant, aliique laborant (« On croit que la maison de Dieu est une, mais elle est triple. Sur Terre, les uns prient, d’autres combattent et d’autres enfin travaillent »). »

— Adalbéron de Laon, Poème au roi Robert, v. 1027-1030.

« Depuis le commencement, le genre humain est divisé en trois : les orants, les agriculteurs, les combattants et chacun des trois est réchauffé à droite et à gauche par les autres. »

— Gérard de Cambrai, Actes du synode d’Arras (?), 1025.
- Ceux qui prient : pour l’auteur, l’ensemble de la société constitue un seul corps à partir duquel l’Église apparaît unique et entière. Jusqu’au IXe siècle, les moines et les séculiers faisaient partie de deux catégories distinctes (sacerdotes et orantes). Leur rôle, rappelle Adalbéron, est de dire la messe et de prier pour les péchés des autres hommes[107]. À aucun moment, les clercs ne doivent juger ou diriger les hommes, cela est du ressort du roi ! Son témoignage souligne le profond malaise qui existe au XIe siècle entre l’épiscopat et les monastères, en particulier les abbés de Cluny qu’il voit en horreur puisqu’ils se prennent pour des « rois » dit-il ;
- ceux qui combattent : l’aristocratie châtelaine qui émerge au même moment a bien conscience de son appartenance aux lignages princiers et royaux de par l’apparition des noms de famille, l’émergence des récits généalogiques et du développement du titre de miles (chevalier) dans les sources du XIe siècle. Tous descendent directement des rois carolingiens et ne sont pas comme on l’a longtemps cru des « hommes neufs ». Adalbéron n’aime pas cette nouvelle catégorie de personnes qui se montre arrogante et usurpatrice. Néanmoins, les guerriers protègent les églises et défendent les hommes du peuple, grands et petits. Dans ce texte, la notion de « liberté » est très proche de celle d’« aristocratie », les domini (seigneurs), aptes au commandement, se distinguent des soumis[108],[109] ;
- ceux qui travaillent : les serfs travaillent toute leur vie avec effort. Ils ne possèdent rien sans souffrance et fournissent à tous la nourriture et le vêtement. Le fait que la servitude reste la condition du paysan reste très ancrée dans les classes dirigeantes de l’an mil. D’ailleurs pour désigner le paysan, Adalbéron n’utilise pas d’autres termes que servus (esclave puis serf en latin). D’autre part, il englobe dans la condition servile l’ensemble de ceux qui « fendent la terre, suivent la coupe des bœufs (…) criblent le blé, cuisent près du chaudron graisseux ». En bref, le monde paysan est peuplé par des individus soumis et « souillés par la crasse du monde ». Cette image péjorative des catégories populaires est le fait des élites ecclésiastiques[110].

Ce message du vieil Adalbéron est néanmoins plus complexe qu’il n’y paraît. Il faut d’abord remarquer que la protection des paysans est un faux problème. Cette protection n’est-ce pas en réalité les seigneurs qui leur interdisent de s’armer eux-mêmes pour mieux les dominer ? Ce schéma tripartite fonctionne, uniquement, dans un contexte « national », contre un ennemi extérieur. Lors des guerres privées, qui sont monnaie courante au XIe siècle, les bellatores combattent pour leur intérêt propre et ils ne défendent que partiellement leurs paysans. Pire, ils les exposent à leurs adversaires qui se feront un plaisir de les piller dans un dessein de vengeance chevaleresque. En allant plus loin que Georges Duby, il faut enfin souligner que le modèle tripartite proposé par Adalbéron est l'un des nombreux modèles possibles : bipartite (clercs et laïcs), quadripartite (clercs, moines, guerriers et serfs). Il ne faudrait pas croire non plus à une certaine hiérarchie des ordres. Les contemporains sont conscients que chacun a besoin de l’autre pour survivre.

« Ces trois ordres sont indispensables l’un à l’autre : l’activité de l’un d’eux permet aux deux autres de vivre. »

— Adalbéron de Laon, Poème au roi Robert, v. 1027-1030.
Dans l’idéal, les paysans doivent recevoir une protection, insuffisante soit-elle, des guerriers et la rémission à Dieu aux clercs. Les guerriers doivent leur subsistance et leur profit (impôts) aux paysans et leur rémission à Dieu aux clercs. Enfin les clercs doivent leur nourriture aux paysans et leur protection aux guerriers. Pour Adalbéron et Gérard, cette société idéale est déréglée lorsqu’ils écrivent vers 1025-1030.

### Robert le Pieux et l’Église

#### Un «roi moine»

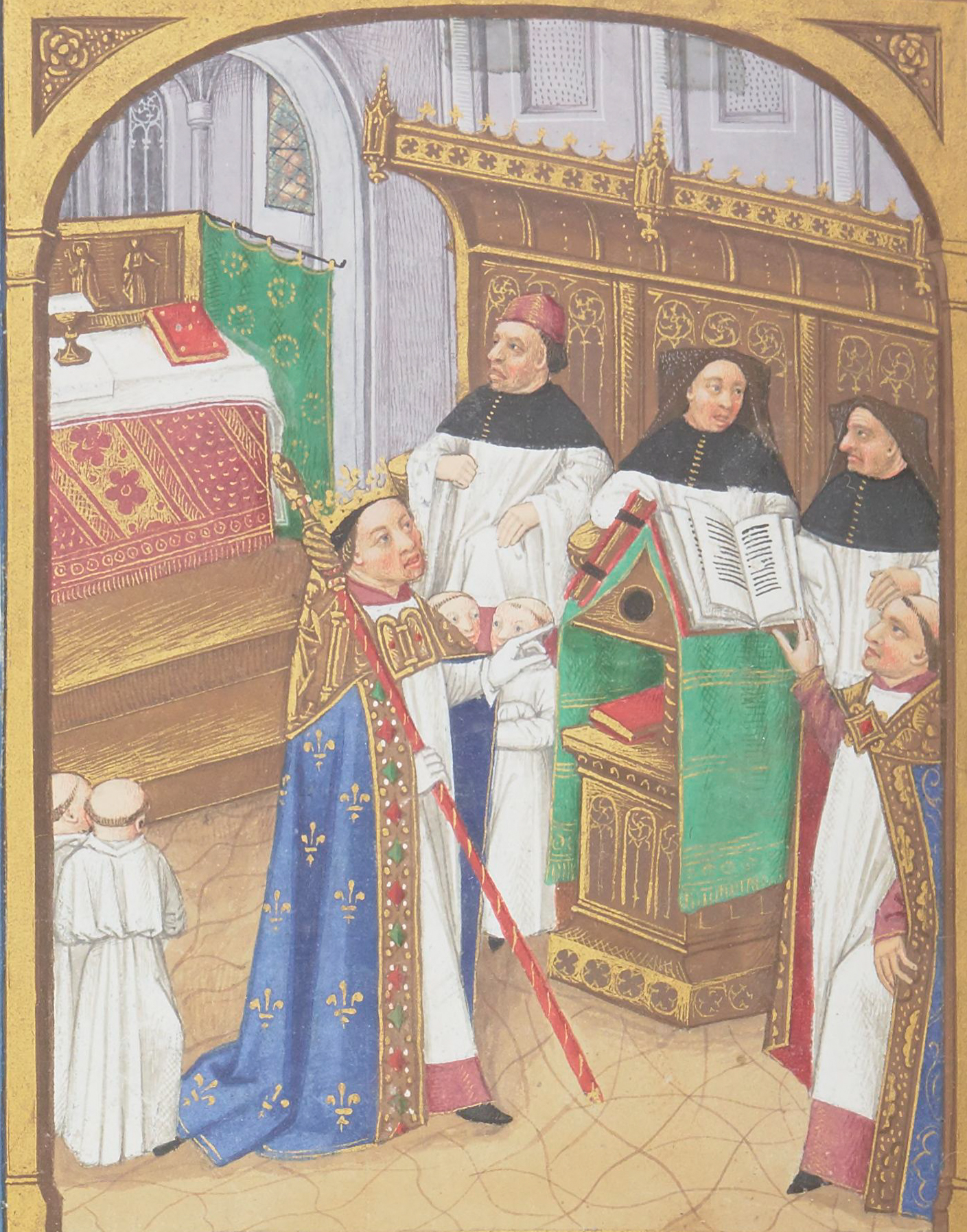
Robert le Pieux à l’office dans la cathédrale d’Orléans. Robinet Testard, Grandes Chroniques de France, vers 1471, Paris, Bibliothèque nationale de France, Fr.2609.

Soucieux d’assurer leur salut et de réparer leurs péchés (incursions en terre d’Église, meurtres, unions incestueuses), rois, ducs et comtes de l’an mil attirent à eux les moines les plus performants et les dotent richement, comme le relate Helgaud de Fleury pour le roi Robert.

#### L’abbaye de Fleury et l’ascension du mouvement monastique
Le règne de Hugues Capet était celui de l’épiscopat, celui de Robert en sera autrement. Depuis le concile de Verzy (991-992), les Capétiens sont au cœur d’une crise politico-religieuse qui oppose d’un côté, un proche du pouvoir, l’évêque Arnoul II d'Orléans et de l’autre l’abbé Abbon de Fleury.
En ces temps troublés (Xe – XIe siècles), on assiste au renouveau du monachisme qui se caractérise par la volonté de réformer l’Église, un retour à la tradition bénédictine, éphémèrement revivifiée au temps de Louis le Pieux par Benoît d'Aniane. Leur rôle est de réparer « les péchés du peuple ». Les moines rencontrent rapidement un grand succès : rois et comtes les attirent près d’eux et les dotent richement en terres (souvent confisquées à des ennemis), en objets de toute nature, les grands abbés sont appelés à purifier certains lieux : ainsi Guillaume de Volpiano est appelé par Richard II de Normandie à Fécamp (1001). Sous l’égide de Cluny, les monastères cherchent de plus en plus à s’émanciper de la tutelle épiscopale, en particulier Fleury-sur-Loire. D’ailleurs des abbés s’en vont à Rome entre 996 et 998 réclamer des privilèges d’exemption au pape. Dans les régions méridionales du Royaume, Cluny et les autres établissements, les mouvements de paix sont diffusés avec l’aide de certains ecclésiastiques qui espèrent un renforcement de leur pouvoir : Odilon, appuyé par sa parenté, travaille en étroite collaboration avec l’évêque du Puy pour commencer la trêve de Dieu en Auvergne (v. 1030). Néanmoins, dans les provinces septentrionales, Cluny n’a pas bonne presse. Ici les évêques sont à la tête de comtés puissants et l’intervention des clunisiens pourrait leur nuire. Adalbéron de Laon et Gérard de Cambrai n’apprécient pas les moines qu’ils considèrent comme des imposteurs. D’ailleurs du côté des évêques, les critiques contre les moines ne manquent pas : ainsi on leur reproche d’avoir une vie opulente, d’avoir des activités sexuelles contre nature et de porter des vêtements de luxe (l’exemple de l’abbé Mainard de Saint-Maur-des-Fossés est détaillé). Du côté des réguliers, les exemples contre les évêques foisonnent : on affirme que les prélats sont très riches (trafic d’objets sacrés, la simonie) et dominent en véritables seigneurs de la guerre. Abbon, le chef de file du mouvement réformateur monastique, montre l’exemple en tentant d’aller pacifier et purifier le monastère de La Réole, où il trouvera la mort dans une bagarre en 1004.
La force de Fleury et de Cluny est leur centre intellectuel respectif : le premier conserve au XIe siècle plus de 600 manuscrits de tout horizon, l’abbé Abbon lui-même écrit de nombreux traités, fruits de lointains voyages notamment en Angleterre, sur lesquels il réfléchit par exemple sur le rôle du prince idéal ; le second par l’intermédiaire de Raoul Glaber est un lieu où on écrit l’Histoire. Les rois Hugues et Robert, sollicités par les deux partis (épiscopal et monastique), reçoivent la plainte d’Abbon qui dénonce les agissements d’un laïc, Arnoul châtelain d’Yèvres, qui aurait élevé sans autorisation royale une tour et surtout aurait soumis par la force les communautés paysannes qui appartiennent à l’abbaye de Fleury. Arnoul d’Orléans, l’oncle d’Arnoul d’Yèvres, affirme quant à lui que son neveu est, pour le roi, un appui indispensable pour lutter contre Eudes Ier de Blois. Finalement une négociation se déroule sous la présidence de Robert et un diplôme daté à Paris de 994 met fin provisoirement à la querelle,. Abbon est alors dénoncé de « corrupteur » et convoqué à une assemblée royale. Il écrit pour l’événement une lettre s’intitulant Livre apologétique contre l’évêque Arnoul d’Orléans qu’il adresse au roi Robert, réputé lettré et piqué de culture religieuse. L’abbé de Fleury saisit l’opportunité pour réclamer la protection de Robert, qui y répond favorablement. L’épiscopat traditionnel carolingien se sent alors lâché par la royauté et menacé par les moines. Cette situation va se renforcer avec la mort de Hugues Capet à l’automne 996. Robert est désormais plutôt tenté par la culture monastique que par un pouvoir épiscopal et pontifical qui reste encore en grande partie le serviteur de l’Empereur germanique. En parallèle de ces luttes de factions, on sait également que les évêques et les abbés se retrouvent aux côtés des comtes pour veiller au respect de leurs immunités juridiques.

#### Robert, le prince idéal

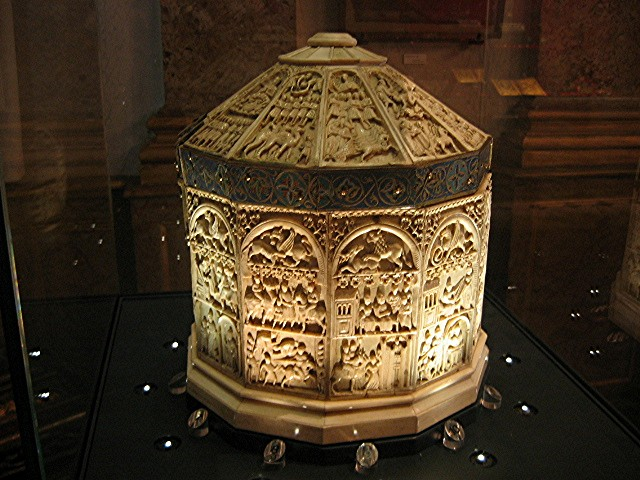
Sainte châsse mérovingienne sur laquelle le roi Robert a dû probablement prier. Musée de Sens, VIe siècle.

À la mort du roi Robert, les chanoines de Saint-Aignan demandent à un moine de Fleury ayant côtoyé le roi et ayant accès à la bibliothèque de l’abbaye ligérienne, de composer la biographie du second Capétien.

« Le très bon et très pieux Robert, roi des Francs, fils de Hugues, dont la piété et la bonté ont retenti par tout le monde, a de tout son pouvoir enrichi chéri et honoré ce saint [Aignan] par la permission duquel nous avons voulu écrire la vie de ce très excellent roi. »

— Helgaud de Fleury, Epitoma vitæ regis Roberti pii, v. 1033.
Dans sa biographie, Helgaud s’efforce de démontrer la sainteté de ce roi puisqu’il n’entend pas relater les faits touchant aux fonctions guerrières. Cette œuvre semble s’être inspirée de la vie de Géraud d'Aurillac, un autre saint laïque racontée par Odilon de Cluny. La vie de Robert est une série d’exempla, destinés à montrer que le comportement du roi fut celui d’un prince humble qui possédait toutes les qualités : douceur, charité, accessible à tous, pardonnant tout. Cette hagiographie est différente de l’idéologie royale traditionnelle, puisque le roi semble suivre les traces du Christ. Le péché permet aux rois de se reconnaître comme simples mortels et ainsi asseoir des bases solides pour la nouvelle dynastie.
L’abbaye de Fleury, depuis le règne de Hugues Capet, s’est occupée de légitimer profondément la monarchie capétienne en créant une nouvelle idéologie royale. Selon Helgaud, Robert est depuis son sacre, particeps Dei regni (participant à la royauté de Dieu). En effet, le jeune Robertien a reçu en 987 l’onction de l’huile à la fois temporelle et spirituelle, « désireux de remplir sa puissance et sa volonté du don de la sainte bénédiction ». L’ensemble des clercs pour qui on possède les travaux, se soumet à l’égard de la personne royale : pour Helgaud, Robert tient la place de Dieu sur terre (princeps Dei), Fulbert de Chartres le nomme « saint père » ou « votre Sainteté », pour Adémar de Chabannes c’est le « père des pauvres » et enfin selon Adalbéron de Laon, il a reçu de Dieu la vraie sagesse lui donnant accès à la connaissance de « l’univers céleste et immuable ». Un autre grand lettré de son temps, Raoul Glaber, relate l’entrevue d’Ivois (août 1023) entre Henri II et Robert le Pieux. Ils s’efforcèrent de définir ensemble les principes d’une paix commune à toute la chrétienté. Selon les théoriciens du XIe siècle, Robert était du niveau de l’empereur puisque par sa mère des ascendances romaines, c’est le Francorum imperator.
Secret de leur succès auprès des moines, les premiers Capétiens (et en premier lieu Robert II) sont réputés pour avoir effectué de nombreuses fondations religieuses. Hugues le Grand et Hugues Capet en leur temps avaient fondé le monastère de Saint-Magloire sur la rive droite à Paris dont Robert confirme par un diplôme rédigé vers 999, toutes les donations faites par son père et son aïeul. La reine Adélaïde, mère du roi Robert, réputée très pieuse, ordonne la construction du monastère Saint-Frambourg à Senlis et surtout celui dédié à sainte Marie à Argenteuil. À ce propos voici le commentaire de Helgaud de Fleury :

« Elle [la reine Adélaïde] construisit aussi dans le Parisis, au lieu appelé Argenteuil, un monastère où elle réunit un nombre considérable de serviteurs du Seigneur, vivant selon la règle de saint Benoît. »

— Helgaud de Fleury, Epitoma vitæ regis Roberti pii, v. 1033.
Le second Capétien se porte au premier rang dans la défense des saints qui, selon lui, garantissent l’efficacité de la grâce divine et « concourent ainsi à la purification de la société en faisant barrage aux forces du mal ». Ainsi plusieurs cryptes sont construites ou rénovées pour l’occasion : Saint-Cassien à Autun, Sainte-Marie à Melun, Saint-Rieul de Senlis à Saint-Germain-l'Auxerrois. Le souverain va plus loin en offrant des morceaux de reliques à certains moines (un fragment du chasuble de saint Denis à Helgaud de Fleury). On sait aussi que v. 1015-1018, à la demande de la reine Constance, Robert commande la réalisation d’une châsse à l’intention de saint Savinien pour l’autel des reliques de l'église abbatiale de Saint-Pierre-le-Vif près de Sens. D’après la légende, saint Savinien aurait protégé le couple royal lorsque Robert était parti à Rome avec Berthe avant de la quitter définitivement. La commande est faite à un des meilleurs moine-orfèvres du royaume, Odorannus. Au total, l’objet sacré est composé de 900 grammes d’or et de 5 kg d’argent. Au total, l’inventaire est impressionnant : durant son règne le roi offre une quantité de chapes, de vêtements sacerdotaux, de nappes, de vases, de calices, de croix, d’encensoirs… L’un des présents qui marque le plus les contemporains est probablement l’Évangéliaire dits de Gaignières, réalisé par Nivardus, artiste lombard, pour le compte de l’abbaye de Fleury (début du XIe siècle).

#### L’élu du Seigneur

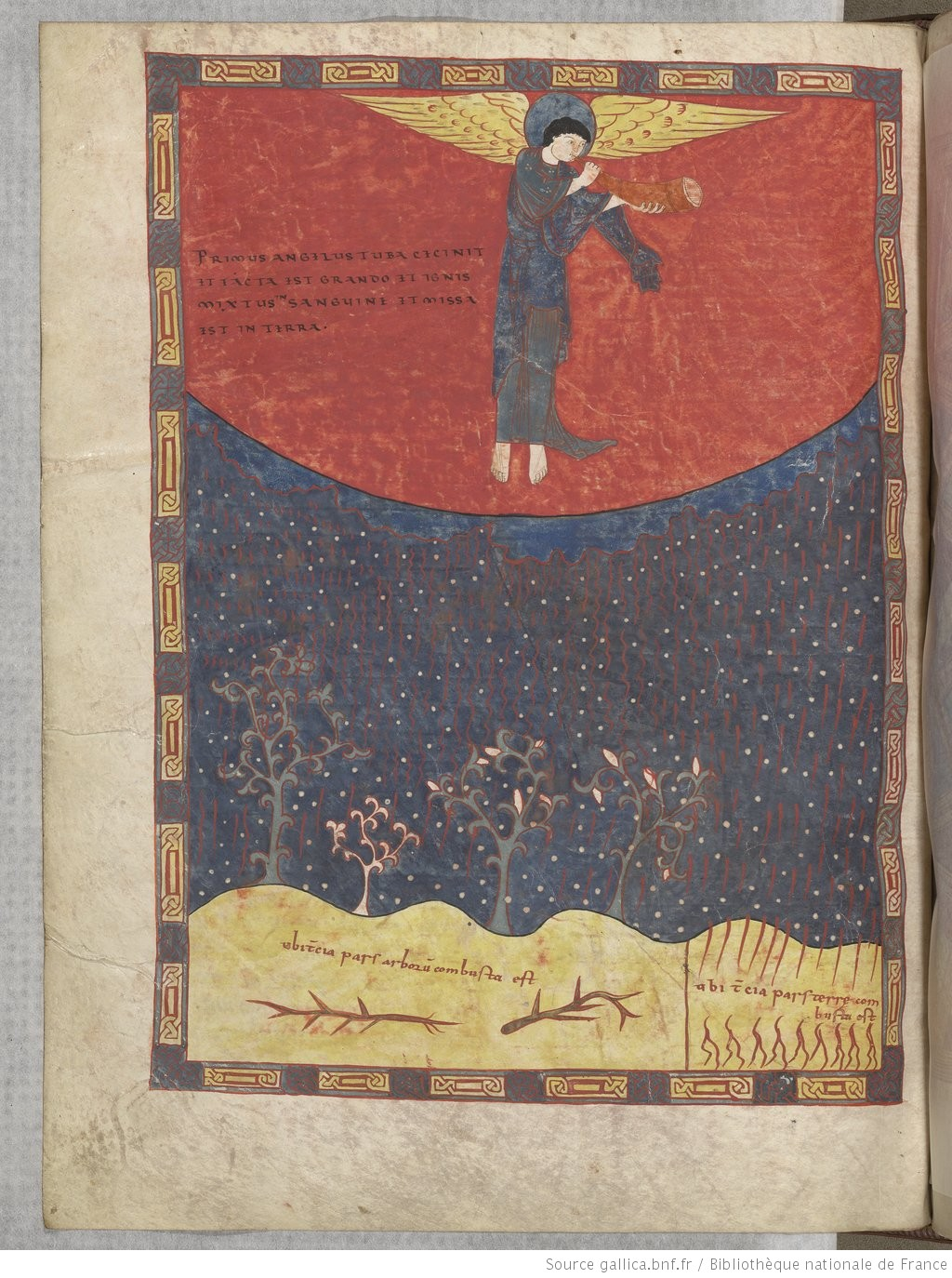
Pluie de sang ravageant les terres. Beatus de Saint-Sever, vers 1060, Bibliothèque nationale, Paris.

La définition de la royauté au temps de Robert le Pieux est difficilement appréciable de nos jours. Le roi n’a qu’une préséance sur les princes du royaume des Francs. Certains comme Eudes II de Blois (en 1023), bien que le respect soit de mise, lui font bien comprendre qu’ils souhaitent gouverner à leur guise sans son consentement. Un prince respecte le roi mais il ne se sent pas son subordonné. Pourtant en parallèle le souverain tend à s’imposer comme Primus inter pares, le premier des princes. Qui plus est, les textes datés de la première partie du XIe siècle évoquent largement la fidélité des princes envers le roi.
Un jour de 1027, une « pluie de sang » tombe sur le duché d’Aquitaine. Le phénomène inquiète suffisamment les contemporains pour que Guillaume d’Aquitaine l’explique comme un signe divin. Le duc décide alors d’envoyer des messagers à la rencontre du roi Robert pour que ce dernier demande aux meilleurs savants de sa cour une explication et des conseils. Gauzlin, abbé de Fleury et archevêque de Bourges, et Fulbert de Chartres prennent en main l’affaire. Gauzlin répond que « le sang annonce toujours un malheur qui s’abattra sur l’Église et la population, mais qu’après viendra la miséricorde divine. » Quant à Fulbert, mieux documenté, il analyse les anciennes historiæ (les ouvrages qui relatent les faits passés) :

« J’ai trouvé Tite-Live, Valère, Orose et plusieurs autres relatant cet événement ; en la circonstance je me suis contenté de produire le témoignage de Grégoire, évêque de Tours, à cause de son autorité religieuse. »

— Fulbert de Chartres, Lettre au roi Robert, 1027.
Fulbert conclut d’après Grégoire de Tours (Histoire des Francs, VII), que seuls les impies et les fornicateurs « mourront pour l’éternité dans leur sang, s’ils ne se sont pas préalablement amendés ». Ami de l’évêque Fulbert, Guillaume d’Aquitaine aurait pu s’adresser directement à celui-ci. Or, conscient que le roi Robert est l’élu du Seigneur, c’est à lui, responsable du royaume tout entier, qu’il faut demander conseil. Il est le mieux placé pour connaître les mystères du monde et les volontés de Dieu. Au XIe siècle, même les plus puissants des hommes respectent l’ordre établi par Dieu, c’est-à-dire se recueillir auprès de son seigneur le roi,.
L’histoire des pouvoirs miraculeux royaux a été traitée par Marc Bloch dans les Rois thaumaturges (1924). Pendant le haut Moyen Âge, le pouvoir de faire des miracles était strictement réservé à Dieu, aux saints et aux reliques. À l’époque mérovingienne, on a la mention du pieux Gontran, mentionné par Grégoire de Tours (VIe siècle) et considéré comme le premier roi guérisseur franc. Durant le règne d’Henri Ier, au milieu du XIe siècle, on commence à raconter à Saint-Benoît-sur-Loire que le roi Robert avait le don de guérir les plaies de certaines maladies en les touchant. Helgaud de Fleury écrit dans sa Epitoma vitæ regis Roberti pii :

« […] cet homme de Dieu n’avait pas horreur d’eux [des lépreux], car il avait lu dans les saintes Écritures que souvent notre Seigneur Jésus avait reçu l’hospitalité sous la figure d’un lépreux. Il allait à eux, s’en approchait avec empressement, leur donnait l’argent de sa propre main, leur baisait les mains avec sa bouche […]. Au reste, la divine vertu conféra à ce saint homme une telle grâce pour la guérison des corps qu’en touchant aux malades le lieu de leurs plaies avec sa pieuse main, et y imprimant le signe de la croix, il leur enlevait toute douleur de maladie. »

— Helgaud de Fleury, Epitoma vitæ regis Roberti pii, v. 1033.
En effet, le Capétien est le premier souverain de sa lignée à être crédité d’un don thaumaturgique. Peut-être est-ce une compensation symbolique à la faiblesse du pouvoir royal ? Probablement que oui, ne pouvant s’imposer par la force (épisode d’Eudes de Blois en 1023), la monarchie a dû trouver une alternative pour imposer sa primauté. Néanmoins, cette première thaumaturgie est reconnue comme « généraliste » c’est-à-dire que le roi n’était pas spécialisé dans telle ou telle maladie comme ce sera le cas pour ses successeurs avec les écrouelles. On ne sait pas grand-chose des actions magiques de Robert si ce n’est qu’il aurait guéri des lépreux dans le Midi au cours de son voyage de 1018-1020. Le roi des Francs n’est pas le seul à user de ce genre de pratique, son contemporain Édouard le Confesseur en fait de même en Angleterre. Selon la tradition populaire, le sang du roi véhicule une capacité à faire des miracles, don qui est renforcé par le sacre royal. Enfin, selon Jacques Le Goff, aucun document ne prouve que les rois des Francs aient pratiqué régulièrement le toucher des écrouelles avant saint Louis.
Autour de 1017, le roi Robert II le Pieux , vint aussi en pèlerinage à l'Abbaye Saint-Géraud d'Aurillac pour y visiter les reliques de saint Géraud et le berceau de Gerbert, dont il avait été le disciple[réf. souhaitée].

### Robert le Pieux et l’économie

#### Une période de pleine croissance économique

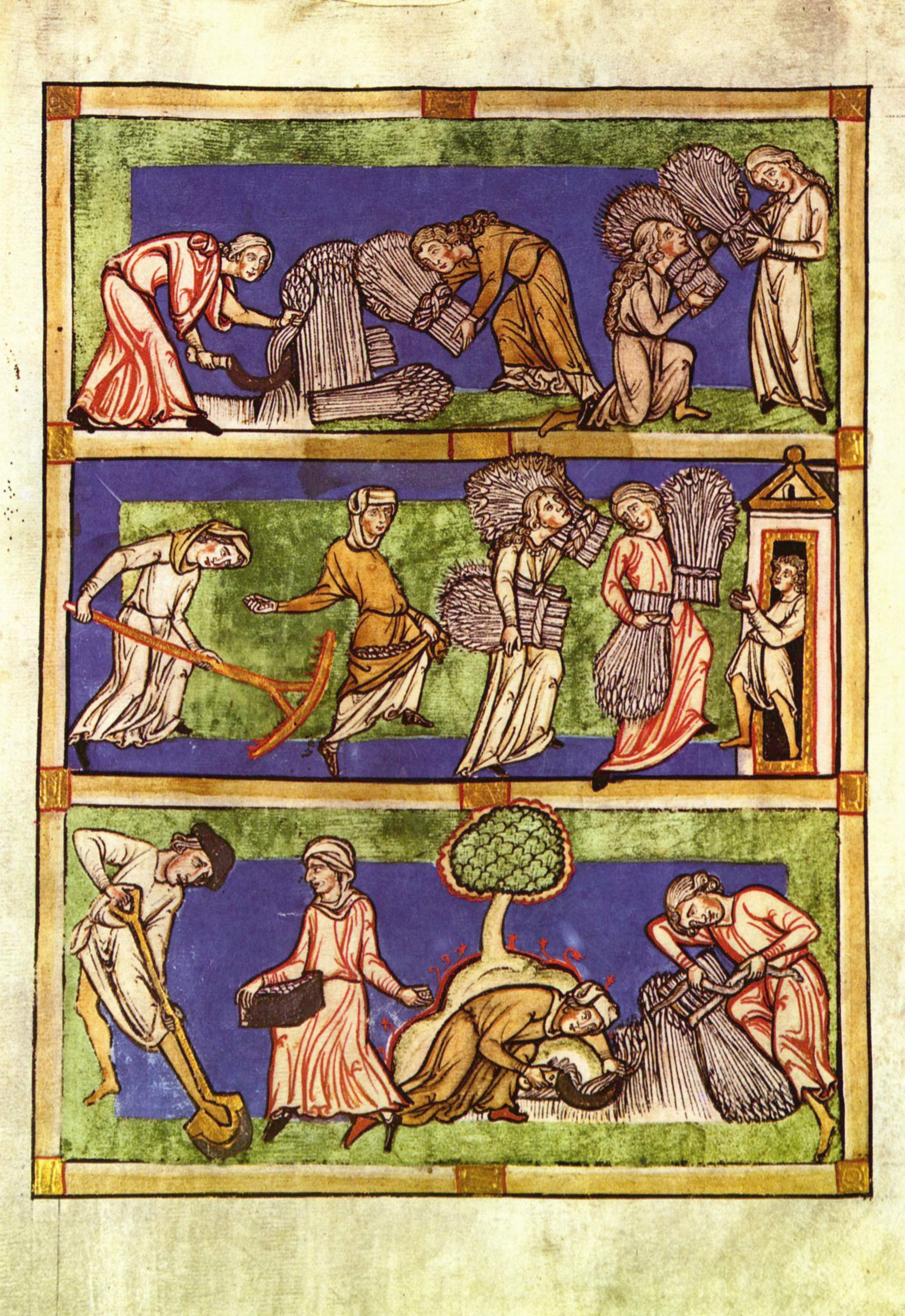
À partir du IXe siècle l’amélioration progressive de la productivité agricole entraine une expansion démographique qui est à la base d’une phase de croissance qui s’accélère à partir de Xe siècle dure jusqu’au XIVe siècle. vers 1310, 33 × 24.4 cm, Bonn, Rheinisches Landesmuseum.

Si au IXe siècle les pillages ont notablement ralenti l’économie, celle-ci est en expansion soutenue à partir du Xe siècle. En effet avec l’instauration d’une défense décentralisée, la seigneurie banale apporte une réponse bien adaptée aux rapides raids sarrasins ou vikings. Il devient plus rentable pour les pillards de s’installer sur un territoire, recevoir un tribut contre la tranquillité des populations et commercer, plutôt que de guerroyer, et ce dès le Xe siècle. Les Vikings participent ainsi pleinement au processus de féodalisation et à l’expansion économique qui l’accompagne. Ils doivent écouler leur butin, et ils frappent de la monnaie à partir des métaux précieux qui étaient thésaurisés dans les biens religieux pillés. Ce numéraire, qui est réinjecté dans l’économie, est un catalyseur de premier plan pour la mutation économique en cours. La masse monétaire globale augmente d’autant qu’avec l’affaiblissement du pouvoir central de plus en plus d’évêques et de princes battent monnaie. Or la monétarisation grandissante de l’économie est un puissant catalyseur : les paysans peuvent tirer profit de leurs surplus agricoles et sont motivés pour accroitre leur capacité de production par l’emploi de nouvelles techniques et l’augmentation des surfaces cultivables via le défrichage. L’instauration du droit banal contribue à cette évolution car le producteur doit dégager suffisamment de bénéfices pour pouvoir reverser le cens. Les châtelains réinjectent d’ailleurs ce numéraire dans l’économie car l’un des principaux critères d’appartenance à la noblesse en pleine structuration est d’avoir une conduite large et dispendieuse envers ses pendants (cette conduite étant d’ailleurs nécessaire pour s’assurer la fidélité de ses milites).
De fait, dans certaines régions, les mottes jouent un rôle pionnier dans la conquête agraire sur le saltus. En Thiérache, c’est « à l’essartage de terres revenues à la forêt qu’est lié le premier mouvement castral ». En Cinglais, région située au sud de Caen, les châteaux primitifs s’étaient installés aux confins des ensembles forestiers. Dans tous les cas, l’implantation castrale en périphérie du village est très courante. Ce phénomène s’insère dans un peuplement linéaire très ancré et ancien qui se juxtapose à un défrichement précoce sûrement carolingien bien antérieur au phénomène castral. Néanmoins, les chartes du Nord de la France ont confirmé une activité d’essartage intensive encore présente jusqu’au milieu du XIIe siècle et même au-delà.
D’autre part, la seigneurie comme le clergé ont bien perçu l’intérêt de stimuler et de profiter de cette expansion économique : ils favorisent les défrichages et la construction de nouveaux villages, et ils investissent dans des équipements augmentant les capacités de production (moulins, pressoirs, fours, charrues…), de transports (ponts, routes…). D’autant que ces infrastructures permettent d’augmenter les revenus banaux, de prélever péages et tonlieu… De fait, l’augmentation des échanges entraîne la multiplication des routes et des marchés (le réseau qui se met en place est immensément plus dense et ramifié que ce qui pouvait exister dans l’Antiquité). Ces ponts, villages et marchés se construisent donc sous la protection d’un seigneur qui est matérialisée par une motte castrale. Le pouvoir châtelain filtre les échanges de toute sorte qui s’amplifient à partir du XIe siècle. On voit de nombreux castra implantés sur les axes routiers importants, sources d’un apport financier considérable pour le seigneur du lieu. Pour la Picardie, Robert Fossier a remarqué que près de 35 % des sites localisables en terroirs villageois sont situés sur des voies romaines ou à proximité, et que 55 % des nœuds routiers et fluviaux possédaient des points fortifiés.

#### Politique monétaire
Le denier d’argent est, nous l’avons vu, l’un des principaux moteurs de la croissance économique depuis le IXe siècle. La faiblesse du pouvoir royal a entraîné la frappe de monnaie par de nombreux évêques, seigneurs et abbayes. Alors que Charles le Chauve comptait 26 ateliers de frappe monétaire, Hugues Capet et Robert le Pieux n’ont plus que celui de Laon. Le règne d’Hugues Capet marque l’apogée de la féodalisation de la monnaie. Il en résulte une diminution de l’uniformité du denier et l’apparition de la pratique de la refrappe de la monnaie aux marchés (on se fie au poids de la pièce pour en déterminer la valeur). Par contre on est dans une période où l’augmentation des échanges est soutenue par l’augmentation du volume de métal disponible. En effet l’expansion vers l’est de l’Empire permet aux Ottoniens de pouvoir exploiter de nouveaux gisement d’argent. La marge de manœuvre de Robert le Pieux est faible. Or, la pratique du rognage ou des mutations, entraine des dévaluations tout à fait préjudiciables. Cependant en soutenant la paix de Dieu, Robert soutient la lutte contre ces abus. Les clunisiens qui comme d’autres abbayes battent leur monnaie ont tout intérêt à limiter ces pratiques.
C’est pourquoi, au Xe siècle dans le Midi, les utilisateurs doivent s’engager à ne pas rogner ou falsifier les monnaies et les émetteurs s’engagent à ne pas prendre prétexte d’une guerre pour pratiquer une mutation monétaire.

### Robert le Pieux et l’État

#### L’administration royale
On sait que depuis 992 environ, Robert exerce la réalité du pouvoir transmise par Hugues Capet, son père vieillissant. Les historiens montrent ainsi que les premiers Capétiens commencent à renoncer au pouvoir autour de 50 ans, par tradition mais aussi parce que l’espérance de vie d’un souverain est d’environ 55-60 ans. Robert reprend la tradition en 1027, Henri Ier en 1059 et Philippe Ier en 1100. À l’image de son père et dans la tradition carolingienne de Hincmar de Reims, Robert prend conseil auprès des ecclésiastiques, chose qui ne se faisait plus, au grand regret des clercs, depuis les derniers Carolingiens. Cette politique est reprise et théorisée par l’abbé Abbon de Fleury. Du temps qu’il était encore associé à Hugues, le roi pouvait écrire de la plume de Gerbert :

« Ne voulant en rien abuser de la puissance royale, nous décidons toutes les affaires de la res publica en recourant aux conseils et sentences de nos fidèles. »

— Gerbert d’Aurillac, Lettre à l’archevêque de Sens, v. 987.
Le terme qui revient le plus souvent dans les chartes royales est celui de « bien commun » (res publica), notion reprise de l’Antiquité romaine. Le roi est ainsi le garant, du haut de sa magistrature suprême, du bien-être de tous ses sujets.
L’administration royale nous est connue par les archives et en particulier par le contenu des diplômes royaux. Comme pour son père, on enregistre à la fois une continuité avec l’époque précédente et une rupture. L’historiographie a véritablement changé son point de vue sur l’administration au temps de Robert depuis une quinzaine d’années. Depuis la thèse de Jean-François Lemarignier, on pensait que l’espace dans lequel les diplômes étaient expédiés avaient eu tendance à se rétrécir au cours du XIe siècle : « le déclin s’observe entre 1025-1028 et 1031 aux divers points de vue des catégories de diplômes ». Mais cet historien affirmait que, à partir d’Hugues Capet et encore plus sous Robert le Pieux, les chartes comportaient de plus en plus de souscriptions (signatures) étrangères à la chancellerie royale traditionnelle : ainsi les châtelains et même de simples chevaliers se mêlaient aux comtes et aux évêques jusqu’alors prépondérants et devenaient plus nombreux qu’eux à la fin du règne. Le roi n’aurait plus suffi à garantir ses propres actes.
Plus récemment, Olivier Guyotjeannin a mis en évidence un tout autre regard sur l’administration du roi Robert. L’introduction et la multiplication des souscriptions et des listes de témoins au bas des actes signent, selon lui, plutôt une nouvelle donne dans les systèmes de preuves. Les actes royaux par des destinataires et par une chancellerie réduite à quelques personnes se composent pour la moitié d’entre eux encore, d’une diplomatique de type carolingien (monogramme, formulaires carolingiens) jusque vers 1010. Les préambules se modifient légèrement sous le chancelier Baudouin à partir de 1018 mais il y a toujours « l’augustinisme politique et l’idée du roi protecteur de l’Église ». Surtout, souligne l’historien, les actes royaux établis par la chancellerie de Robert ne s’ouvrent que très tardivement et très partiellement à des signatures étrangères à celles du roi et du chancelier. En revanche, dans la seconde partie du règne, on note quelques actes à souscriptions multiples : par exemple dans l’acte délivré pour Flavigny (1018), on note le signum de six évêques, de Henri, d"Eudes II, du comte de Vermandois et de quelques ajouts ultérieurs. Il semble néanmoins que les chevaliers et les petits comtes présents dans les chartes ne soient pas les châtelains révoltés de l’historiographie traditionnelle mais plutôt les membres d’un réseau local tissé autour des abbayes et des évêchés tenus par le roi. En clair, les transformations des actes royaux à partir de la fin du règne de Robert ne traduisent pas un déclin de la royauté.

#### La justice du roi Robert

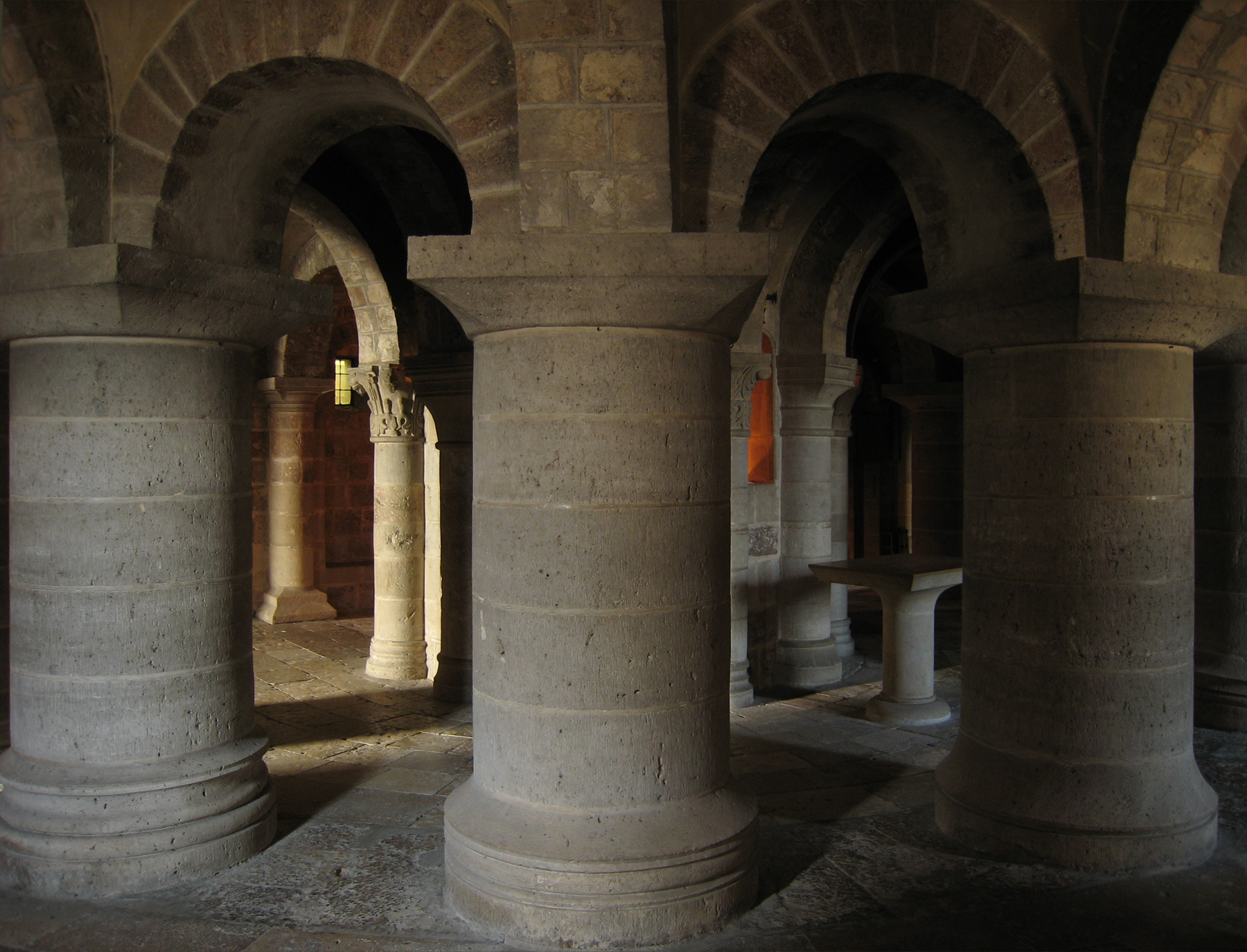
Crypte de Saint-Benoît-sur-Loire, premier tiers du XIe siècle.

Depuis la fin du Xe siècle, la formulation de l’idéologie royale est l’œuvre du monde monastique, et en particulier dans le très dynamique monastère de Fleury à Saint-Benoît-sur-Loire. Dans la théorie d’Abbon de Fleury (v. 993-994), le souci du souverain de l’an mil est de faire régner l’équité et la justice, garantir la paix et la concorde du Royaume. Son dessein est de sauvegarder la mémoire capétienne pour des siècles. De leur côté, les princes territoriaux du XIe siècle savent ce qui fonde et légitime leur pouvoir jusque dans leurs aspects royaux. La présence d’une autorité royale en Francie reste indispensable pour les contemporains. Cependant, Abbon souligne également dans ses écrits la nécessité pour le souverain franc d’exercer son office en vue du bien commun, en décidant des affaires avec le consentement des conseillers (les évêques et les princes). Or, Robert le Pieux n’a pas toujours suivi, à son grand tort, cette théorie, en particulier dans l’affaire de la succession des comtés de Meaux et de Troyes (1021-1024),.
Depuis le début du règne de Robert le Pieux, les comtés de Meaux et Troyes étaient aux mains d’un puissant personnage, Étienne de Vermandois, un cousin germain du roi. En 1019, Étienne en appelle à la générosité du roi, c’est-à-dire qu’il lui confirme la restitution d’un bien à l’abbaye de Lagny. Le roi accepte mais le comte décède quelques années plus tard à une date inconnue entre 1021 et 1023. Fait rare à l’époque, Étienne n’a pas de successeur ni d’héritier clairement nommé. Le roi se charge de gérer la succession qu’il cède sans difficulté à Eudes II de Blois, seigneur déjà implanté dans la région (Épernay, Reims, Vaucouleurs, Commercy) et surtout cousin germain d’Étienne. Quelques mois plus tard une crise éclate. L’archevêque de Reims Ebles de Roucy fait part au roi des mauvaises actions du comte Eudes qui accapare tous les pouvoirs à Reims au détriment du prélat. Robert, en tant que défenseur de l’Église, décide, sans le consentement de quiconque, de retirer la charge comtale à Eudes de Blois. Ce dernier, furieux, s’impose à Reims par la force. En outre, le roi des Francs n’est pas soutenu, sa justice est mise à mal. Ses fidèles Fulbert de Chartres et Richard II soutiennent Eudes de Blois en avançant que le roi ne doit pas se comporter en « tyran ». Convoqué par Robert en 1023, le comte de Blois informe courtoisement son roi qu’il ne se déplacera pas et ce dernier n’a ni les moyens de l’obliger ni les moyens de saisir son patrimoine comtal, car ces terres n’ont pas été données personnellement par Robert à Eudes, ce dernier les ayant acquises de ses ancêtres par la volonté du Seigneur.
Sorti affaibli de cette affaire, le roi ne réitère pas la même erreur. En 1024, après une réunion des grands à Compiègne qui lui suggèrent l’apaisement avec Eudes de Blois, Robert doit confirmer les possessions de Eudes. Quelques années plus tard, en mai 1027, Dudon, abbé de Montierender, se plaint publiquement de l’usurpation violente exercée par Étienne, le châtelain de Joinville. Ce dernier s’est emparé de sept églises au détriment du monastère dont il est pourtant l’avoué. Le roi se charge une nouvelle fois de l’affaire, et profitant du couronnement de son second fils Henri à la Pentecôte 1027 à Reims, il convoque le châtelain Étienne. Ce dernier ne se déplace pas pour l’événement. L’assemblée présente, composée entre autres par Ebles de Reims, Odilon de Cluny, Dudon de Montierender, Guillaume V d'Aquitaine, Eudes II, décide collégialement de lancer l’anathème sur le châtelain de Joinville. En bref, le roi Robert n’est pas le roi faible que l’historiographie a toujours présenté. Certes, ses décisions en matière de justice doivent tenir compte du conseil des ecclésiastiques et des princes territoriaux, mais le souverain reste le Primer inter pares, c’est-à-dire le premier parmi ses pairs,.

#### Le roi des Francs est-il reconnu?
Nous avons conservé deux visions tout à fait opposées du roi Robert : d’un côté Raoul Glaber qui fait, entre autres, le récit de la campagne de Bourgogne soulignant l’attitude énergique et déterminée du roi; et de l’autre Helgaud de Fleury, qui n’hésite pas à en faire un roi saint « qui pardonne à ses ennemis » :

« Le reste, ce qui a trait à ses combats dans le siècle, aux défaites de ses ennemis, aux honneurs qu’il a acquis par son courage et son habileté, je la laisse écrire aux historiens, s’il s’en trouve. »

— Helgaud de Fleury, Epitoma vitæ regis Roberti pii, v. 1033.
Robert est le premier et le seul des premiers Capétiens à s’aventurer loin au sud de la Loire. Selon Helgaud de Fleury il s’agit uniquement d’une visite des reliques les plus vénérées du Midi. Le roi est reconnu par plusieurs de ses vassaux. En 1000, un comte des Bretons, Béranger, vient prêter allégeance au roi. En 1010, le roi Robert, qui est invité par son ami Guillaume V d'Aquitaine à Saint-Jean-d'Angély, offre à l’église un plat d’or fin et des étoffes tissées de soie et d’or. Les résidences royales sont embellies et agrandies, surtout celles où le roi passe le plus de temps (Orléans, Paris et Compiègne). De nombreuses personnalités sont reçues par le roi Robert, telles qu'Odilon de Cluny ou Guillaume de Volpiano. Le souverain est ainsi le dernier roi jusqu’à Louis VII à entretenir des contacts avec la plus grande partie du Royaume. Raoul Glaber affirme dans sa chronique qu’excepté le roi Henri II du Saint-Empire, Robert n’a pas d’autre concurrent en Occident. Sur son sceau, le roi des Francs porte le globe, ce qui prouve sa vocation à rassembler la chrétienté. On dit que les rois Æthelred II d'Angleterre, Rodolphe III de Bourgogne et Sanche III de Navarre l’honorent de cadeaux et n’ont pas son envergure royale. On raconte que dans certaines régions où le roi n’est jamais allé (Languedoc) les actes sont datés de son règne. Il mène à la fois des actions offensives qui ne sont pas toujours victorieuses (en Lorraine) et des actions matrimoniales auprès des princes territoriaux : Adèle de France, veuve de Richard III de Normandie, épouse en secondes noces Baudouin V de Flandre (1028). Le roi avait précédemment lancé de vaines attaques sur la principauté du Nord. À la fin de son règne, les deux plus puissantes principautés territoriales, la Normandie et la Flandre, sont alliées du roi,.

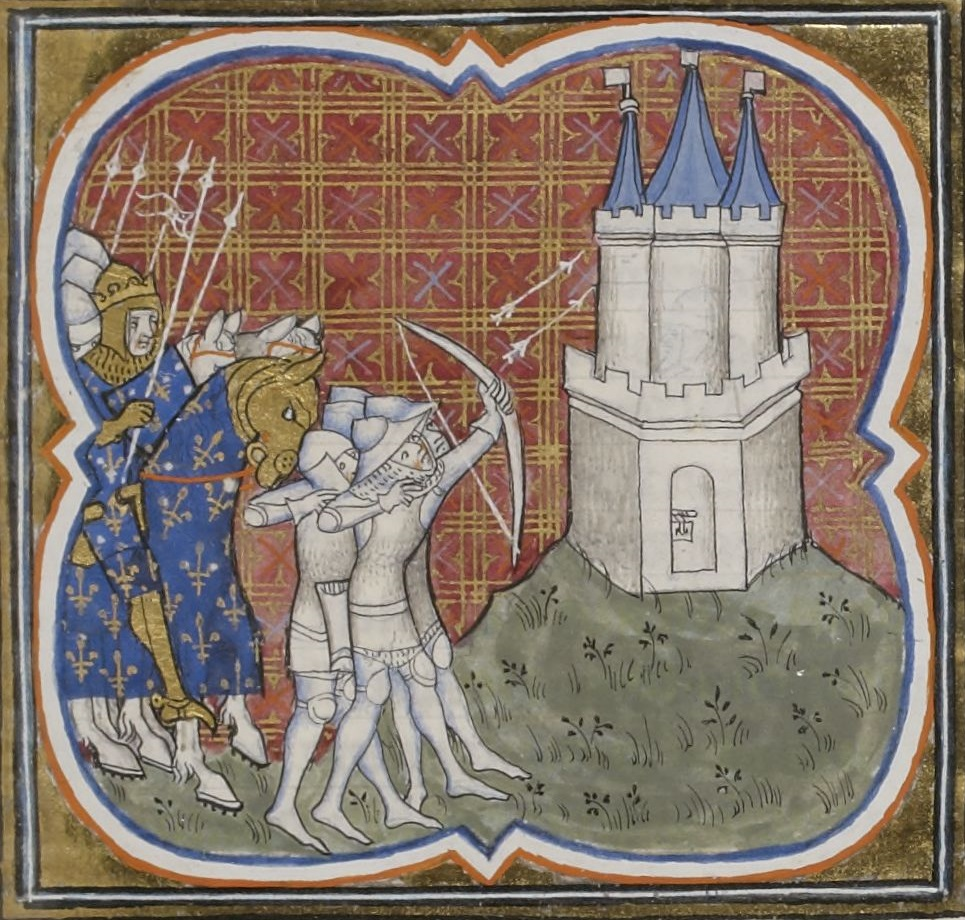
Siège de Melun par Robert le Pieux, roi de France. Enluminure des Grandes Chroniques de France de, vers 1370-1379. BnF, département des manuscrits, ms. Français 2813,.

A contrario, la royauté capétienne n’impose pas son autorité partout, comme l’illustre la prise de Melun par Eudes Ier en 991, que Robert et son père avaient dû reprendre par la force. À travers les très rares témoignages qu’on garde du voyage dans le Midi, on sait que le roi n’a pas eu des rapports très amicaux avec les princes méridionaux. Même si Guillaume V d'Aquitaine et Robert sont amis, le duc parle à son propos de la « nullité du roi » (vilitas regis) dans une lettre. La couronne d’Italie a échappé au duc d’Aquitaine et Robert s’en réjouit. Vers 1018-1020, l’Auvergne est soumise au désordre et le passage du roi ne rétablit pas la situation autour du Puy et d’Aurillac. À proximité de son domaine, la maison de Blois pose à la royauté la plus grosse menace. Le roi laisse à Eudes II de Blois, fils de son épouse Berthe de Bourgogne, à la suite de l’affaire du comté de Champagne, le soin d’obtenir la succession du comté de Troyes (1024). Mais ce choix permet au comte de brouiller les relations entre Robert et les évêchés du Nord-Est. Le roi ne se montre pas pour autant vaincu en s’appuyant sur les arrières du Blésois dans le Maine et à Saint-Martin de Tours. Lors d’un voyage en Gascogne, Abbon de Fleury s’exprime :

« Me voici plus puissant en ce pays que le roi, car ici personne ne connaît sa domination. »

— Abbon de Fleury, v. 1000.
Et à Fulbert de Chartres de rajouter :

« Le roi notre seigneur qui a la haute responsabilité de la justice est tellement empêché par la perfidie des méchants que pour le moment il ne peut ni se venger, ni nous secourir comme il convient. »

— Fulbert de Chartres, Lettre à l’archevêque de Sens, v. 1025-1030.
La reconstitution réelle de son action dans le royaume est très difficile à cerner tant les sources sont flatteuses à son égard (conception hagiographique de Helgaud). Doit-on au contraire considérer que son règne a été dans la continuité d’un déclin commencé sous les derniers Carolingiens ? En réalité, les chartes du premier tiers du XIe siècle montrent plutôt une lente adaptation des structures dans le temps. Dans tous les cas, Robert le Pieux, Capétien continuateur des valeurs carolingiennes, reste un grand personnage du XIe siècle.

## Généalogie

### Généalogie descendante
De nombreux ouvrages permettent de connaître précisément la descendance de Robert II, et notamment l'ouvrage de Hubert Lamant et Philippe Méric de Maliver, La maison de France - Histoire généalogique des Capétiens de Hugues Capet au comte de Paris (987-2008).
Tous les enfants connus de Robert le Pieux sont de sa troisième femme Constance d'Arles :
- Alix de France (v. 1003-apr. 1063) (ou Advise, Hedwige, Avoie[158]), mariée à Renaud Ier comte de Nevers ;
- Hugues de France (v. 1007-1025), associé à son père, mais qui meurt prématurément ;
- Henri Ier (v. 1008-1060), roi des Francs, troisième de la dynastie dite des Capétiens directs ;
- Robert de France (v. 1011-1076), duc de Bourgogne ;
- Eudes (v. 1013-v. 1057/1059), considéré comme « imbécile » et incapable de régner selon la chronique (terminée en 1138) de Pierre, fils de Béchin, chanoine de Saint-Martin-de-Tours ;
- Adèle de France (ou Adélaïde) (v. 1009-1079), épouse Richard III de Normandie puis Baudouin V de Flandre.

En considérant le mot fille (filla) d'un point de vue extensif,, de nombreux auteurs ajoutent Constance, mariée à Manassès de Dammartin († 1037).